# Michel Sardou
Pour les articles homonymes, voir Sardou.
Michel Sardou [miʃɛl saʁdu] , né le 26 janvier 1947 à Paris, est un chanteur, parolier, occasionnellement compositeur, et comédien français.
Fils des comédiens Fernand et Jackie Sardou, il est l'auteur et l'interprète de nombreux succès populaires, et compte parmi les personnalités les plus célèbres de la chanson française.
Après des débuts difficiles chez Barclay Records dans les années 1960, Michel Sardou rejoint le label Tréma en 1969, créé pour assurer la production de ses disques. À partir des années 1970, il enchaîne les succès commerciaux et radiophoniques et devient en quelques années l'un des artistes les plus populaires de France. Nombre de ses chansons, comme Les Bals populaires, Le Rire du sergent, La Maladie d'amour, Les Vieux Mariés, Une fille aux yeux clairs, Le France, Je vais t'aimer, La Java de Broadway, Dix ans plus tôt, En chantant, Je vole, Être une femme, Les Lacs du Connemara, Je viens du sud, Afrique adieu, Chanteur de jazz ou Musulmanes atteignent le sommet des classements ou sont considérées comme des classiques du répertoire de la variété française.
Cette popularité se manifeste également sur scène, et il établit régulièrement des records de fréquentation lors de ses tournées et concerts parisiens dans les années 1980 et 1990. Depuis la fin des années 2000, tout en poursuivant sa carrière de chanteur, il accorde une place de plus en plus importante à ses activités de comédien au théâtre.
Parallèlement, les regards qu'il porte sur l'actualité, la société française et son évolution ou encore la politique à travers certaines de ses chansons (Les Ricains, J'habite en France, Le Rire du sergent, Les Villes de solitude, J'accuse, Le Temps des colonies, Je suis pour, Être une femme, Vladimir Ilitch, Les Deux Écoles, Le Bac G…) ont pu être interprétés comme un engagement à droite ou réactionnaire, notamment par des médias et des associations féministes ou marquées à gauche. Certaines de ses prises de position, réelles ou supposées, ont suscité des polémiques, particulièrement virulentes dans les années 1970, puis plus ponctuelles par la suite. Néanmoins, Michel Sardou a toujours affirmé dissocier ses chansons de tout engagement partisan.
En près de soixante ans de carrière, la discographie de Michel Sardou compte 26 albums studio et 20 albums live, totalisant plus de 350 chansons. Il a par ailleurs reçu cinq Victoires de la musique. En 2017, ses ventes sont estimées à plus de 100 millions de disques,,, ce qui le classe parmi les plus grands vendeurs de disques français.

## Biographie

### Origines et enfance
Michel Charles Sardou naît le 26 janvier 1947 à Paris, à 14 h, dans une clinique de la rue Caulaincourt dans le 18e arrondissement. « Enfant de la balle », fils unique de la danseuse et comédienne Jackie Sardou et du chanteur et comédien Fernand Sardou, petit-fils de Valentin Sardou, il est l’héritier d’une longue tradition familiale dans les métiers du spectacle. Il est d'origines provençale par son père et parisienne par sa mère. Ses grands-parents paternels étaient en effet comiques de scène à Marseille et sa grand-mère maternelle était danseuse de cabaret dans la capitale. Frédéric Quinonero émet l'hypothèse que le nom « Sardou » renverrait à « sarde » ou « originaire de Sardaigne ».

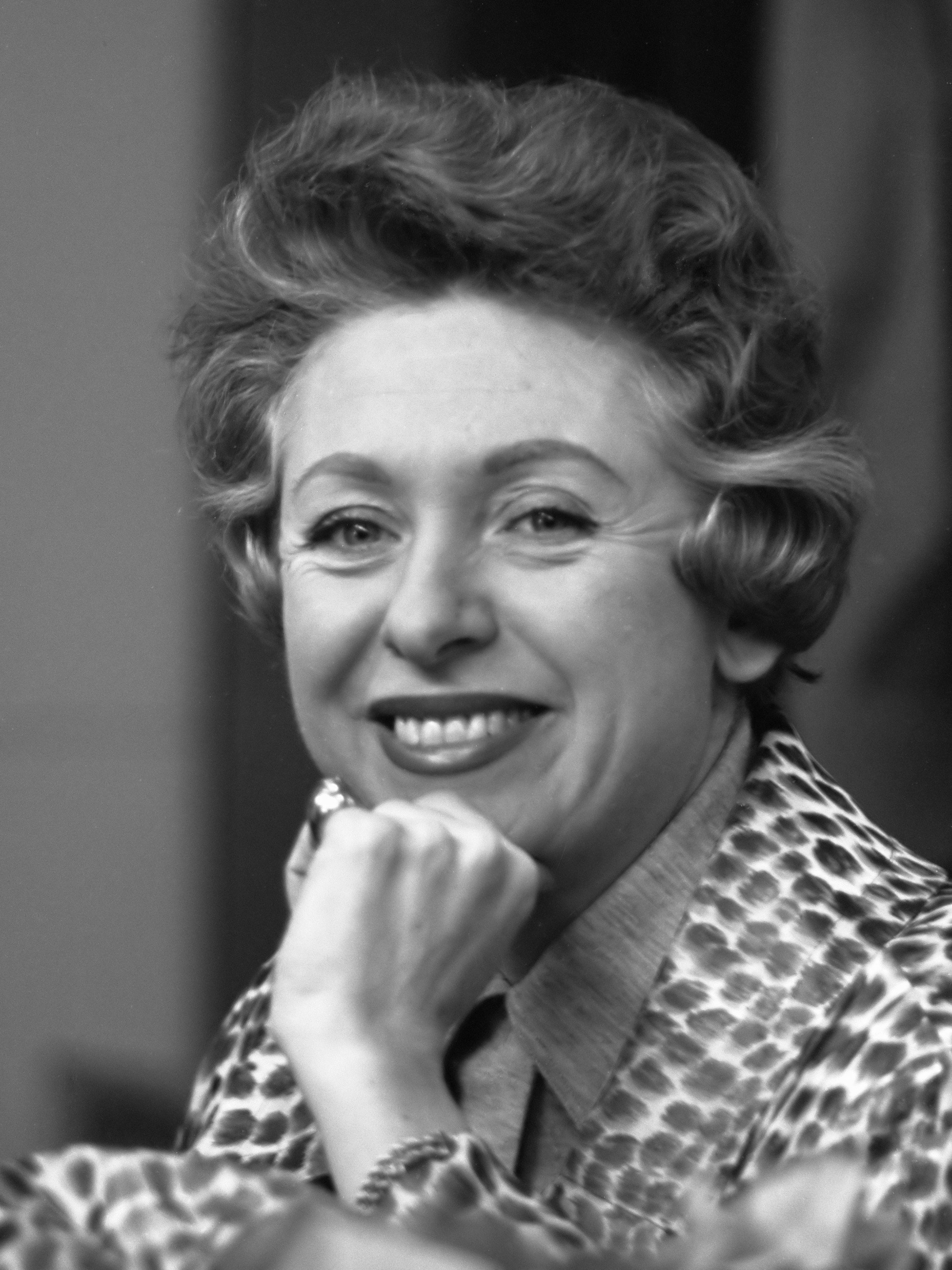
Sardou commence à chanter à l'adolescence dans divers cabarets parisiens, dont celui de Patachou, au début des années 1960.

Très jeune, il est élevé dans le petit village de Kœur-la-Petite dans la Meuse par une nourrice qui exerce la profession de garde-barrière, Marie-Jeanne, à qui il dédie la chanson Marie ma belle en 1994. Mais cette existence ne dure pas, et il passe son enfance à suivre ses parents dans les cabarets parisiens où ils se produisent et assiste à leurs tournées, ce qui représente une passion pour lui.
Alors pensionnaire au collège du Montcel, établissement privé luxueux de Jouy-en-Josas où il côtoie les jeunes Patrick Modiano, Jean-Michel Ribes et Patrick Balkany, sa situation scolaire peu brillante et la vie qu'il mène, entre coulisses et salles de spectacles, le poussent petit à petit à envisager d'arrêter ses études qui ne l'intéressent pas. En 1964, âgé de 16 ans, après avoir passé la première partie de son baccalauréat, il projette avec un ami de son pensionnat, après avoir vu au cinéma L'Homme de Rio, de partir vivre au Brésil, afin d'y monter une boîte de strip-tease. Retenu par des employés de l'aéroport, son père le récupère à Orly.
Durant la première partie des années 1960, Michel Sardou chante dans différents cabarets de Montmartre, dont celui de Patachou (mère de l'auteur-compositeur Pierre Billon, avec qui il se lie d'amitié et avec lequel il collabore à partir des années 1970). Il officie également le soir comme serveur-artiste (1963) et chanteur (1964-1965) dans le cabaret de ses parents Chez Fernand Sardou ; dans la journée il prend des cours de théâtre chez Raymond Girard puis chez Yves Furet.

### Carrière professionnelle

#### 1965-1969: Les débuts
Après avoir tourné en tant que figurant dans le film Paris brûle-t-il ? de René Clément en 1965, Michel Sardou décroche un premier contrat avec la maison de disques Barclay Records. Il débute dans la chanson la même année avec le 45 tours Le Madras coécrit avec ses amis Michel Fugain et Patrice Laffont. Cette chanson, qui est une charge contre le mouvement hippie, lui offre un premier passage à la télévision durant lequel il est confronté à un jury dans lequel figure l'acteur Jean Yanne. Ce jury ne l'estime pas capable de percer dans le monde de la chanson et la sortie du Madras passe incognito. S’ensuit une série de 45 tours qui, petit à petit, lui donnent un début de notoriété, sans pour autant rencontrer de véritable succès commercial.
En 1966, il fait la rencontre de Jacques Revaux, qui devient son plus fidèle collaborateur et le compositeur de nombreuses chansons, dont beaucoup figurent parmi les classiques de son répertoire. Mais la même année, il est arrêté par les gendarmes, pour avoir oublié de répondre au recensement militaire, dans la salle de Bobino où il assure la première partie du spectacle du chanteur François Deguelt. Conduit à la caserne de Montlhéry, il doit alors assumer dix-huit mois de service militaire. Cette expérience va lui inspirer, cinq ans plus tard, la chanson satirique Le Rire du sergent.
Sa carrière est réellement lancée en 1967, avec le titre Les Ricains, aussitôt censuré : alors que la France vient de sortir du commandement intégré de l’OTAN (l’année précédente), et que la guerre du Viêt Nam provoque une vague d’antiaméricanisme généralisée dans le monde, Michel Sardou chante le devoir de reconnaissance envers les États-Unis sans qui, affirme-t-il, « vous seriez tous en Germanie / À parler de je ne sais quoi / À saluer je ne sais qui », claires allusions à la libération de 1944 par les forces alliées. La chanson n'est pas du goût du président de la République Charles de Gaulle qui recommande sa non-diffusion à l'ORTF, le refrain étant notamment perçu comme une critique de la ligne géopolitique gaullienne. Un gendarme intervient même à Europe n°1 pour se saisir du 45 tours.
Cet épisode confère au chanteur une notoriété nouvelle mais encore fragile. Entre 1967 et 1970, il peine toujours à rencontrer un franc succès ; seule la chanson Petit, en 1968, obtient un succès d'estime. Devant l’enchaînement de 45 tours au succès très mitigé, Eddie Barclay décide en 1969 de résilier son contrat, ne l'estimant « pas fait pour ce métier ». Le même jour, Barclay licencie également Pierre Perret.
Le 27 juin 1969, Michel Sardou signe avec la maison de disque Tréma, un label discographique créé la même année par Jacques Revaux et Régis Talar, afin de poursuivre la production de ses disques.

#### 1970-1975: Ascension et succès populaire
| Chanson no 1                   | Année | Nb. sem. |
| ------------------------------ | ----- | -------- |
| Les Bals populaires            | 1970  | 1        |
| Le Rire du sergent             | 1971  | 1        |
| Le Surveillant général         | 1973  | 2        |
| La Maladie d'amour             | 1973  | 9        |
| Les Vieux Mariés               | 1973  | 3        |
| Je veux l'épouser pour un soir | 1974  | 2        |
| Une fille aux yeux clairs      | 1974  | 4        |
| Un accident                    | 1975  | 1        |

En 1970, Michel Sardou atteint véritablement le statut de vedette. Il enregistre l'album J'habite en France, dont est extrait le 45 tours qui devient son premier grand succès radiophonique et commercial : Les Bals populaires. Alors qu’il n'en voulait initialement pas, cette chanson le place en première place du hit-parade et termine quatrième plus gros succès de l'année 1970. Plus tard dans l'année, les titres J’habite en France et Et mourir de plaisir, extraits du même album, s'imposent aussi comme de grands succès.
Le style de l’album J'habite en France, qui obtient le prix de l'académie Charles-Cros remis par le président de la République Georges Pompidou en 1971, vaut à Sardou d'être classé dans la catégorie « chanteur populaire ». La chanson du même nom l’impose même comme le chanteur de la « France profonde » aux yeux des médias. C’est une image dont il peine à se défaire au cours de sa carrière, bien qu’il ne se soit pas éternisé dans le registre de la chanson à boire. Cette même année, il se produit pour la première fois à l'Olympia.
Les Bals populaires ouvrent la voie à une décennie de succès permanent : nombreuses sont les chansons de Sardou à se hisser en tête des hit-parade. C’est le cas avec Le Rire du sergent (1971), Le Surveillant général (1972) et, surtout en 1973, avec La Maladie d'amour. Cette chanson demeure l'un de ses plus gros succès radiophoniques, l'album du même nom restant vingt-et-une semaines en tête des ventes, un record pour l'époque. Cette réussite est confirmée avec le succès rencontré par les autres singles extraits de l'opus : Les Vieux Mariés, La Marche en avant et Les Villes de solitude. Une fille aux yeux clairs en 1974, Un accident en 1975 sont d'autres succès et Michel Sardou s'installe durablement comme une valeur sûre de la chanson française.
Mais parallèlement à sa popularité, le chanteur fait l’objet de polémiques de plus en plus vives. Des voix féministes, dont le Mouvement de libération des femmes, s’élèvent contre les chansons Les Villes de solitude où Sardou, se mettant dans la peau d'un homme sous l'empire de l'alcool, chante « J'ai envie de violer des femmes, de les forcer à m'admirer » et Les Vieux Mariés, au ton perçu comme patriarcal en raison des vers suivants : « Tu m'as donné de beaux enfants, tu as le droit de te reposer maintenant ». Ces militantes féministes manifestent fréquemment devant les salles où le chanteur doit se produire.
Durant l'été 1974, Johnny Hallyday et Michel Sardou se produisent ensemble, le 3 août, aux arènes de Béziers et le 28 août à la patinoire de Genève. L'ordre d'entrée en scène est joué aux dés par les deux protagonistes : Sardou joue en première partie et Hallyday assure la seconde. Il le rejoint pour le final et pour La Musique que j'aime et Johnny B. Goode interprétés en duos.
Le chanteur se produit une deuxième fois à l'Olympia du 26 décembre 1974 au 2 février 1975, spectacle dont Carlos assure la première partie.

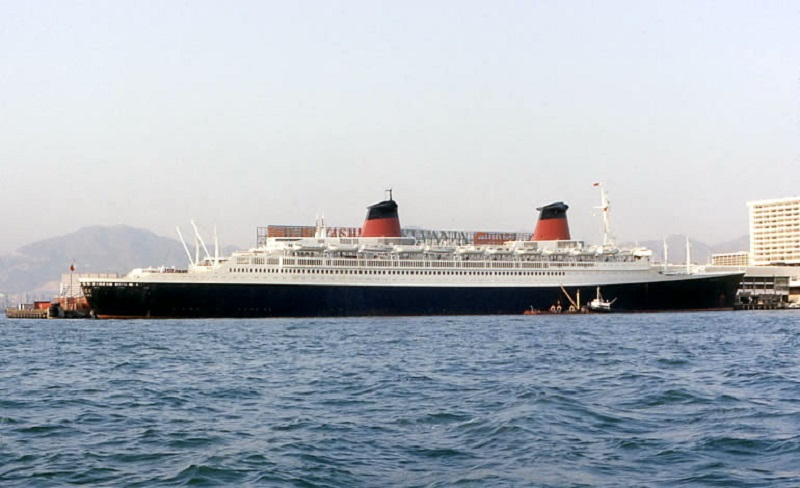
Avec le titre Le France, Sardou permet la remise en tête de l'actualité du paquebot nazairien, ici photographié lors de son dernier tour du monde sous pavillon français en 1974.

En novembre 1975 sort le 45 tours Le France, chanson dans laquelle Sardou s'exprime au nom du paquebot du même nom, à cette époque amarré à un quai du port du Havre, alors que le gouvernement de Jacques Chirac a annoncé mettre fin à la prise en charge de son déficit : « Ne m'appelez plus jamais France / La France, elle m'a laissé tomber », chante-t-il. La chanson, qui devient par la suite un classique de son répertoire, se vend à plus d’un million d’exemplaires et lui vaut d'être salué par les syndicats et le Parti communiste français,, en dépit de son image de chanteur engagé à droite et des hostilités qui les avaient déjà séparés. En signe de rétorsion, Valéry Giscard d'Estaing lance contre lui une procédure de redressement fiscal, comme l'explique plus tard le chanteur. Cette chanson précède de plusieurs mois la sortie de l'album La Vieille, paru sans nom à l'origine, qui obtient un grand succès et entraîne d'importantes polémiques.
Pendant les années 1970, Michel Sardou est très présent dans les émissions de variétés, proposées par Maritie et Gilbert Carpentier (Top à..., Numéro Un), Guy Lux (Cadet Rousselle, Système 2) ou encore Michel Drucker (Tempo, Les Rendez-vous du dimanche).

#### 1976-1977: Succès et polémiques
| Chanson no 1    | Année | Nb. sem. |
| --------------- | ----- | -------- |
| Le France       | 1975  | 6        |
| Je vais t'aimer | 1976  | 2        |
| La Vieille      | 1976  | 2        |

Le père de Michel Sardou, Fernand Sardou, meurt le 31 janvier 1976.
Au début de la même année, Michel Sardou se lance dans l'édition d'un magazine, M.S. Magazine, dans un esprit de rivalité et même de polémique avec Claude François qui a repris Podium et en a fait un magazine à succès. Cinq numéros paraissent entre le 1er janvier et le mois de juin 1976. Après avoir suscité moqueries et controverses, le journal disparaît dans l’indifférence générale. C'est un gouffre financier pour Sardou, qui y a investi plus de deux millions et demi de francs.
À l'été 1976, la chanson Je vais t'aimer, deuxième extrait de l'album à paraître, vaut à Sardou un nouveau très gros succès et s'impose comme l'un des titres les plus importants de sa carrière. Le 14 juillet 1976, dans le cadre des célébrations de la Fête nationale, Sardou se produit à Strasbourg devant plus de 150 000 spectateurs, accompagné par un orchestre dirigé par Jean Claudric et composé de cent musiciens. L'événement est retransmis en direct sur Europe n°1 et sur FR3.
En outre, malgré le grand succès public de l'album La Vieille — qui dépasse le million d'exemplaires vendus —, plusieurs titres issus de cet opus suscitent la polémique : J’accuse, Le Temps des colonies et surtout Je suis pour lui valent de nombreux déboires.
Avec Le Temps des colonies, Sardou se voit accusé de faire l’apologie d’un colonialisme primaire et raciste. Les radios refusent de diffuser le titre, sauf France Inter, qui ne le passe qu’une seule fois. Le quotidien Libération commente alors, au sujet de la chanson : « Le fascisme n’est pas passé et Sardou va pouvoir continuer à sortir ses sinistres merdes à l’antenne ». Face aux incompréhensions que la chanson suscite, Sardou demande lui-même le retrait de sa commercialisation en format 45 tours.
Le caractère social des chansons de l'album s’étend jusqu'à Je suis pour, chanson qui évoque un père dont l’enfant a été assassiné et qui clame à cor et à cri : « Tu as tué l’enfant d’un amour / Je veux ta mort, je suis pour ». Le titre sort en pleine affaire Patrick Henry et met définitivement le feu aux poudres, Sardou se voyant accusé de faire l’apologie de la peine de mort. Le chanteur s’en est pourtant toujours défendu en prétendant illustrer la loi du talion.

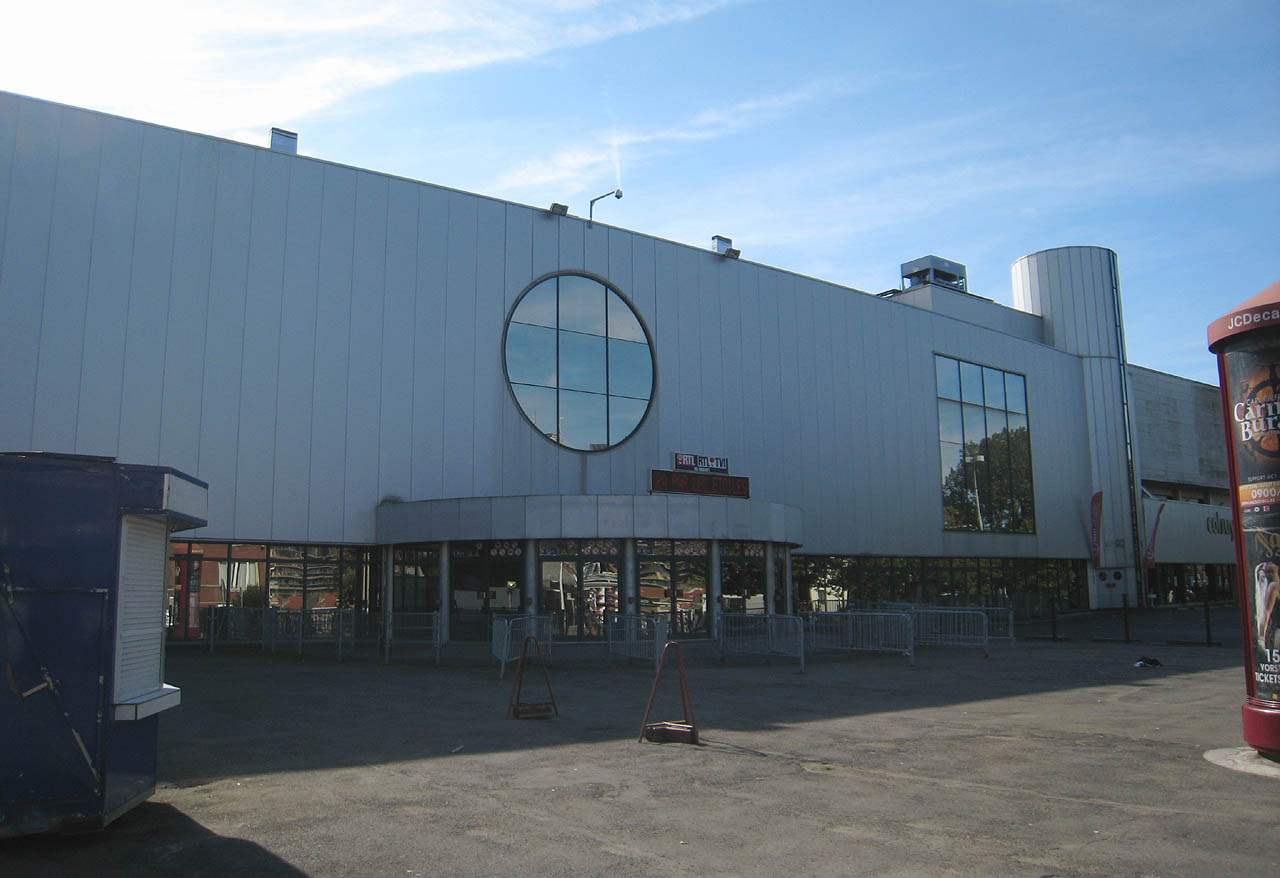
Le 18 02 1977, un engin explosif est retrouvé dans la chaufferie de Forest National à Bruxelles, alors que le chanteur doit s'y produire.

Alors que le chanteur semble se positionner nettement à droite, ses principaux détracteurs sont Libération, Rouge et Le Quotidien du peuple, trois journaux marqués à l'extrême-gauche. Sardou déchaîne des batailles éditoriales, comme dans les colonnes de L'Humanité, mais il suscite également de profondes interrogations sur le sens sociologique de son succès. Dans Rouge, on peut lire par exemple : « Le propre d’un chanteur comme Sardou est d’être parvenu à donner forme à une chanson réactionnaire, au sens fort du mot. Il exprime les effets de la crise des valeurs et de l’idéologie traditionnelle sur ceux qui ne sont pas prêts à remettre présentement celle-ci en cause ».
Les pros et les antis-Sardou, journalistes comme artistes, font entendre leur voix. Ses soutiens écrivent dans les colonnes du Figaro, de Paris Match ou du Monde. Plusieurs artistes, pourtant engagés à gauche, le soutiennent, comme Yves Montand, Serge Reggiani, Bernard Lavilliers ou encore Maxime Le Forestier, au nom de la liberté d'expression. Le 11 mars 1977, l'écrivain et polémiste Jean Cau prend la défense de Sardou dans Paris Match, dans un style teinté d'ironie à l'égard de ses détracteurs, et rapportant le climat de violence qui règne alors autour du chanteur.
Début 1977, un comité « anti-Sardou » se forme sous l'impulsion du journaliste belge Bernard Hennebert, se donnant pour but d’empêcher le chanteur de donner ses récitals au cours de la tournée qui commence en février 1977. Des manifestations sont organisées en province contre sa venue, les manifestants l’accueillent par des insultes à son arrivée, peignent des croix gammées sur les véhicules de sa caravane, distribuent des tracts très virulents. Le 18 février 1977, une bombe artisanale est même retrouvée dans la chaufferie de Forest National, à Bruxelles. Michel Sardou prend la décision d’annuler les deux derniers concerts de sa tournée.
En 1978, paraît un opuscule intitulé Faut-il brûler Sardou ? écrit par Louis-Jean Calvet et Jean-Claude Klein, dans lequel ils accusent le chanteur d'accointances avec l'extrême droite.

#### 1977-1980: Vers un succès plus consensuel
| Chanson no 1        | Année | Nb. sem. |
| ------------------- | ----- | -------- |
| La Java de Broadway | 1977  | 6        |
| En chantant         | 1978  | 8        |

Devant l'ampleur des événements, Michel Sardou prend du recul avec la chanson à caractère social — sans y renoncer pour autant, comme en témoignent les chansons Le Prix d'un homme et Monsieur Ménard, extraits de l'album Je vole (1978), qui évoquent respectivement un enlèvement (l'actualité de cette année-là est marquée par l'enlèvement d'Aldo Moro en Italie ou encore celui du baron Empain en France) et la violence scolaire (un professeur frappé par un élève).
En 1977, il sort un album à nouveau dominé par la chanson d'amour qui lui vaut quelques sommets dans les hit-parades : La Java de Broadway, qui s'écoule à plus d'un million d'exemplaires et contient notamment la chanson du même nom ainsi que le single le plus vendu de toute sa carrière, succès de l'été 1977, le slow Dix ans plus tôt, dont les ventes dépassent 1,3 million d'exemplaires. Ce 33 tours, comme celui de 1978 Je vole, lui permettent d’enregistrer des records de vente, prouvant que les événements liés à l'album précédent n’ont pas altéré sa popularité. Les tubes En chantant et Je vole manifestent un retour à la thématique de l'enfance, voire à l'introspection. À propos d’En chantant, il déclare : « J'avais besoin d'une vraie chanson populaire, facile à entendre et simple à retenir. Les chansons de combat commençaient à me fatiguer. J'avais dans l'idée de changer de métier. J'étais malade, et aucun médecin ne savait de quoi je souffrais. Quelqu'un m'a conseillé de partir en voyage ; en m'assurant que j'allais m'ennuyer partout, mais qu'en rentrant je serais guéri. Je suis parti ».
Du 28 octobre au 29 novembre 1978, il se produit pour la première fois au Palais des Congrès à Paris. Le Temps des colonies figure au programme, mais ni J'accuse ni Je suis pour, l'artiste ayant définitivement renoncé à l'interpréter sur scène.
Les albums de 1979 (Verdun) et 1980 (Victoria), qui poussent plus loin cette logique intimiste et personnelle, affichent moins de tubes et moins de titres sortis en 45 tours.
En 1980, il participe à la création de la comédie musicale Les Misérables, interprétant la chanson À la volonté du peuple en prêtant sa voix à Enjolras, personnage du roman de Victor Hugo. Selon son propre témoignage, il souhaitait incarner le personnage sur scène, mais Robert Hossein, le metteur en scène, ne voulait pas de vedette dans la distribution.

#### 1981-1991: Une popularité toujours croissante
| Chanson no 1          | Année | Nb. sem. |
| --------------------- | ----- | -------- |
| Être une femme        | 1981  | 1        |
| Les Lacs du Connemara | 1982  | 3        |
| Les Deux Écoles       | 1984  | 2        |

Pendant les années 1980, Michel Sardou voit sa popularité se pérenniser. Tout au long de cette décennie, il produit de nombreux tubes, aidé par la diffusion radiophonique importante, avant chaque sortie d'album, d'une chanson rythmée représentant le nouvel opus (Afrique adieu, Chanteur de jazz, Musulmanes, La même eau qui coule…). L'album de 1981 (qui contient deux de ses plus grands succès : Les Lacs du Connemara et Être une femme) entre au Livre Guinness pour le niveau de ses ventes.
En outre, la fréquentation de ses spectacles, au Palais des congrès de Paris puis, à partir de 1989, au Palais omnisports de Paris-Bercy, est sans cesse croissante. Il se produit la plupart du temps à guichets fermés et bat des records de durée dans plusieurs salles. Les chiffres qu'il établit le classent toujours parmi les chanteurs français les plus populaires. Paraissant plus consensuel, même ses titres les plus « engagés » (le chanteur réfute encore et toujours ce qualificatif) sortis au cours de cette décennie ne suscitent que peu d'émoi.
Que ce soient Vladimir Ilitch (1983), à la fois hommage aux idéaux de Lénine et dénonciation des dérives du régime communiste en URSS, Les Deux Écoles (1984), qui évoque l’opposition école libre / école publique au moment du projet de loi Savary, ou Musulmanes (1986), regard amer sur la condition de la femme dans les pays arabes, ces chansons rencontrent plus de succès que de polémique. Avec cette dernière chanson, qui rend avant tout hommage aux femmes musulmanes, Sardou éloigne aussi de lui les suspicions de racisme portées contre lui après Le Temps des colonies, et s'élève contre l'amalgame effectué entre musulmans et « talibans ou poseurs de bombes » qui commencent à sévir dans les années 1980. En 2012, il commente en ce sens sa propre chanson : « J'avais écrit Musulmanes pour rendre hommage à une civilisation, une culture déjà montrée du doigt à l’époque ».
En 1984 et en 1985, il participe à deux reprises au rallye Paris-Dakar en voiture, comme copilote de Jean-Pierre Jabouille, sans jamais parvenir toutefois à terminer la course. Cette expérience au cœur des paysages sahariens est à l'origine de l'écriture de Musulmanes,.
En 1987, Michel Sardou obtient la reconnaissance de la profession en recevant aux Victoires de la musique la Victoire de la chanson originale pour Musulmanes. Il fait son premier passage sur la scène du Palais omnisports de Paris-Bercy en 1989. Lors de la tournée de cette année, chaque représentation parisienne se termine alors par une mise en scène de Robert Hossein impliquant plus de cent figurants sur la chanson Un jour la liberté, écrite spécialement pour commémorer le bicentenaire de la Révolution française. Au terme de la tournée, le 3 février 1990, il reçoit une Victoire de la musique pour avoir fédéré le plus grand nombre de spectateurs.
En 1988, il publie l'album Le Successeur qui se vend à près d'un million d'exemplaires et voit deux de ses titres paraître en single, La même eau qui coule et Attention les enfants… danger.
À la fin des années 1980, le chanteur participe à plusieurs œuvres caritatives. En 1989, il figure, parmi de nombreuses personnalités françaises, dans la chanson humanitaire de Charles Aznavour, Pour toi Arménie, parue quelques mois après le séisme du 7 décembre 1988 ayant violemment frappé l'Arménie. Il y interprète un couplet entier. Sardou, qui était un ami de Coluche et était présent le jour de la création des Restos du Cœur, participe également avec Véronique Sanson, Jean-Jacques Goldman, Johnny Hallyday et Eddy Mitchell à la première tournée des Enfoirés en 1989. Dans le documentaire Qui êtes-vous Michel Sardou ? de Mireille Dumas, diffusé en 2012, il affirme avoir donné « dix briques », soit 100 000 francs, à Coluche pour le lancement de l'association. Il participe à nouveau aux Enfoirés dans les éditions de 1998, 2004 et 2005.

#### 1991-2001: Records de fréquentation sur scène
Dans les années 1990, Michel Sardou se fait plus discret sur les ondes et ses chansons, à l'exception du Bac G (1992), suscitent moins de polémiques. En revanche, sa popularité demeure intacte sur scène et il établit régulièrement des records de fréquentation lors de ses tournées et résidences parisiennes, à l'Olympia comme au palais omnisports de Paris-Bercy.
En 1990, l'album Le Privilège affiche trois singles (Marie-Jeanne, Le Privilège et Le Vétéran) et s'écoule à presque un million d'exemplaires. Cet album, ainsi que la tournée qui suit (Bercy 91), lui valent la Victoire de la musique du Meilleur interprète masculin. La chanson Le Privilège, elle, est généralement perçue comme un démenti aux accusations d’homophobie ayant pu être portées à son égard, et Sardou reconnaît en 2012 l'avoir chantée pour « dénoncer l'amalgame entre homosexualité et perversion ».
Deux ans plus tard, en 1992, la chanson Le Bac G issue de l'album du même nom, crée une polémique. Les vers « Vous passiez un bac G / Un bac à bon marché / Dans un lycée poubelle / L'ouverture habituelle des horizons bouchés… / Votre question était "Faut-il désespérer ?" » sont perçus comme une provocation adressée au ministre de l'Éducation nationale Lionel Jospin, qui déclare qu'il se refuse à discuter avec un « saltimbanque », terme que Sardou qualifie de « titre de noblesse ». Le secrétaire d'État à l'enseignement technique, Jacques Guyard, prend la défense du bac G (correspondant aujourd'hui à la filière technologique) et le qualifie de « bon bac ». Certains enseignants dénoncent également une démarche démagogique, voire réactionnaire. Le texte de la chanson est inspiré par un éditorial de Louis Pauwels paru dans Le Figaro Magazine et intitulé « Lettre à l'être », dans lequel l'auteur exprime ses regrets de ne pas avoir pu répondre à un jeune lui demandant : « Faut-il désespérer ? ».

Michel Sardou en concert à Paris-Bercy en 1998, lors de la tournée qui lui vaut sa deuxième Victoire de la musique pour avoir fédéré le plus grand nombre de spectateurs.

Les albums Selon que vous serez, etc., etc. (1994) et Salut (1997), malgré leur bon niveau de ventes, donnent peu de tubes, mis à part la chanson Salut qui se veut un hommage au public pour ses trente ans de fidélité. Cet album contient aussi le titre Mon dernier rêve sera pour toi, où il « s'offre » Johnny Hallyday et Eddy Mitchell en tant que choristes et qui, selon Sardou lui-même, s'inspire des ennuis de l'homme d'affaires Bernard Tapie qui connaît alors des démêlés avec l'administration fiscale,.
La relative discrétion du chanteur par rapport aux deux décennies qui ont précédé s’explique en partie par sa rupture avec ses principaux collaborateurs, Pierre Delanoë pour les paroles et Jacques Revaux pour les compositions, ainsi que par sa priorité nouvelle donnée à ses activités d'acteur. Après avoir joué dans le film Promotion canapé (1990), Sardou joue dans plusieurs téléfilms.
En 1996, il foule pour la première fois les planches en tant que comédien dans la pièce Bagatelle(s), modernisation de la pièce britannique de Noël Coward, Joyeux Chagrins (1939), mise en scène par Laurent Chalumeau. En 1999, avec la pièce Comédie privée, il joue pour la première fois en compagnie de Marie-Anne Chazel, qu'il retrouve par la suite à plusieurs reprises sur les planches.
S’il se distingue moins à la radio, Sardou rencontre toujours le même succès sur scène et bat plusieurs records de fréquentation. Du 10 janvier 1995 au 10 juin 1995, il se produit sur la scène de l'Olympia pour 113 représentations, jouées à guichets fermés, ce qui constitue un record de longévité pour cette salle. Il obtient par ailleurs en 1999 la Victoire de la musique du plus grand nombre de spectateurs rassemblés au terme d'une même tournée, pour les près de 575 000 personnes réunies au Palais omnisports de Paris-Bercy et à travers la France.
En 2000, sort l'album Français dont plupart des chansons sont coécrites avec son ami Michel Fugain (l'opus propose par ailleurs une reprise du titre de Fugain, Je n'aurai pas le temps). La sortie de l'album précède une tournée faisant une nouvelle fois escale à Paris-Bercy pour 18 représentations. Cette tournée rencontre à nouveau le succès et, à son terme, Michel Sardou annonce vouloir mettre fin à sa carrière de chanteur. Ayant un différend avec sa maison de disque, le chanteur rompt avec Tréma le 27 mai 2002, une démission rendue effective au 31 décembre 2002 par décision judiciaire.

#### 2001-2007: Rupture avec Tréma et retour à la chanson
| Chanson no 1                | Année | Nb. sem. |
| --------------------------- | ----- | -------- |
| La Rivière de notre enfance | 2004  | 5        |

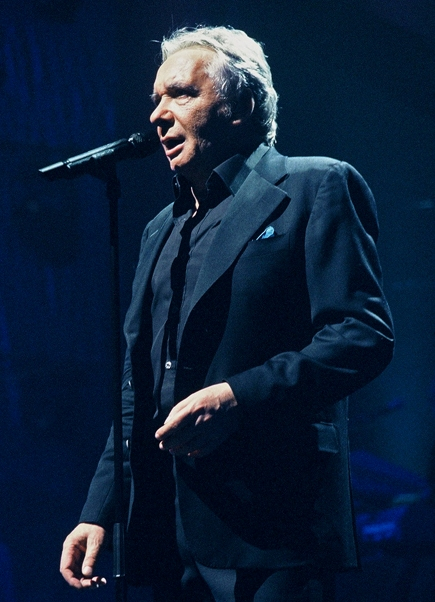
Michel Sardou en concert au Palais des sports en 2005.

Après sa tournée de 2001, Michel Sardou se met en retrait de la scène musicale, préférant se consacrer à ses activités de comédien et de directeur du théâtre de la Porte-Saint-Martin qu'il a acheté la même année. Lors de la saison théâtrale 2001-2002, il y joue le rôle principal de la pièce L'Homme en question en compagnie de Brigitte Fossey, sous la direction de Félicien Marceau. Pour André Lafargue du Parisien, sa prestation de comédien s'avère peu convaincante. L'année suivante, Sardou revend ses parts du théâtre à son associé et producteur, Jean-Claude Camus.
En 2004, Sardou signe un contrat auprès de la major du disque Universal Music, ce qui lui permet de sortir un nouvel album, intitulé Du plaisir, et participe aussi en tant que parrain à l'émission Star Academy, diffusée sur TF1. Il reprend également la scène avec une nouvelle tournée, qui s'étend jusqu'en 2005, passant notamment par le Palais des sports de Paris et l’Olympia à Paris, mais aussi en province, en Belgique (où, à cette occasion, il est fait officier de l'ordre de la Couronne), en Suisse et enfin au Québec. Ce retour est couronné de succès : son nouvel opus se vend à plus de 1,2 million d'exemplaires et obtient la certification disque de diamant. Le duo avec le chanteur québécois Garou, avec La Rivière de notre enfance, lui ouvre à nouveau les portes des principales radios musicales généralistes. Il est ainsi le chanteur le mieux payé de France de l'année 2004, avec des revenus s'élevant à 3,7 millions d'euros.
En 2006, sort son premier double album, intitulé Hors format. Celui-ci comprend vingt-trois nouvelles chansons dont un duo avec Chimène Badi, Le Chant des hommes, et le single Beethoven. Hors format atteint les 400 000 exemplaires vendus et reçoit la certification double disque de platine. En 2007, lors d'une conférence de presse pour la présentation de sa tournée, le chanteur annonce que celle-ci sera « la dernière ». Il est au Zénith de Paris du 25 avril au 6 mai 2007 puis en tournée en France, Belgique et Suisse, du 9 mai 2006 au 15 décembre 2007.

#### 2008-2016: Tournées et activité théâtrale accrue
À partir de la fin des années 2000, Sardou accorde une importance supplémentaire à ses activités de comédien ; ainsi, il est, à partir du 30 octobre 2008, au théâtre des Variétés dans la pièce Secret de famille d'Éric Assous, en compagnie de son fils Davy Sardou et de Laurent Spielvogel. La pièce est jouée jusqu'à fin avril 2009. En septembre 2009, la troupe entame une tournée en France, en Belgique et en Suisse.

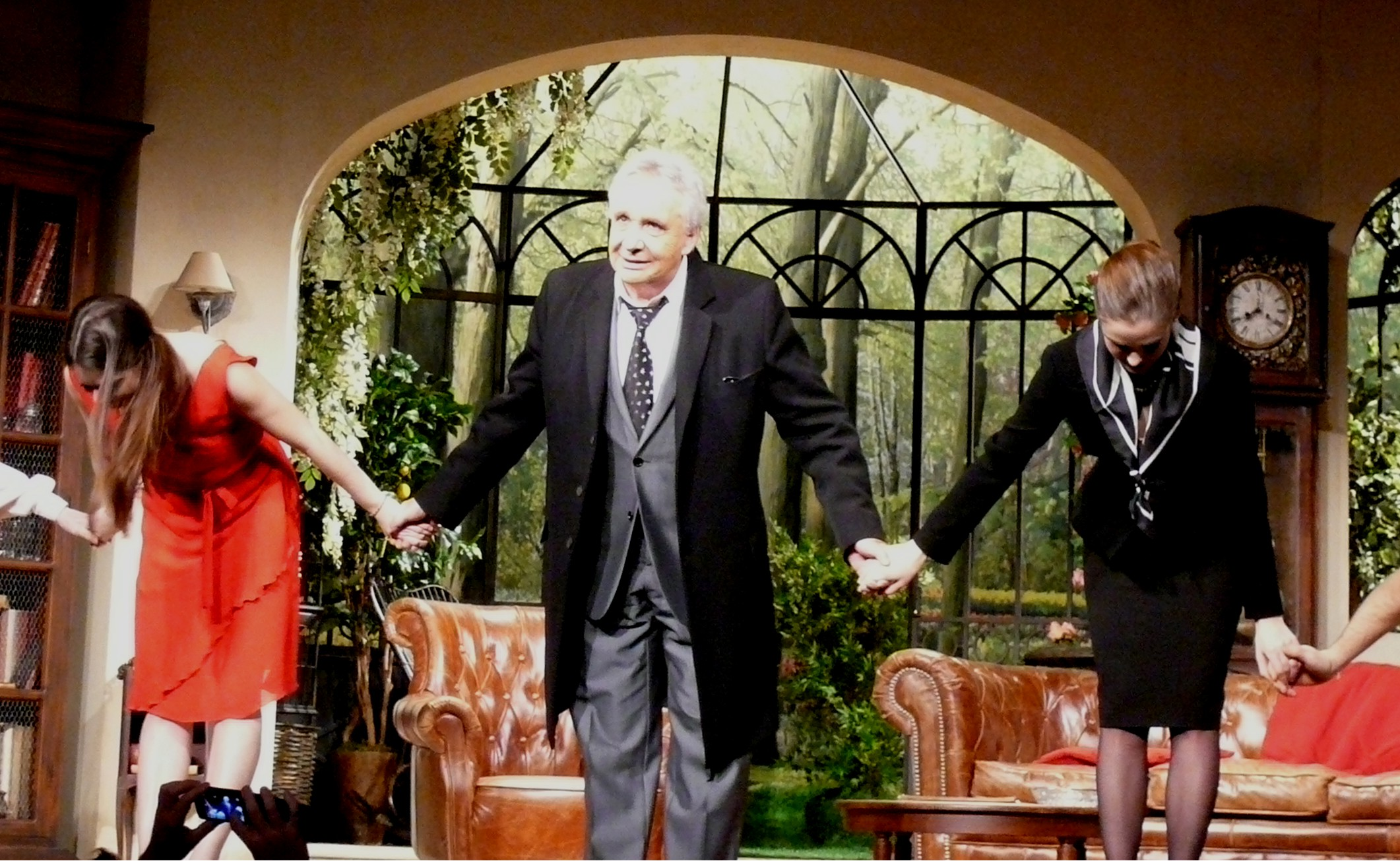
Michel Sardou entouré de Florence Coste et Katia Miran dans Si on recommençait, à la Comédie des Champs-Élysées en 2014.

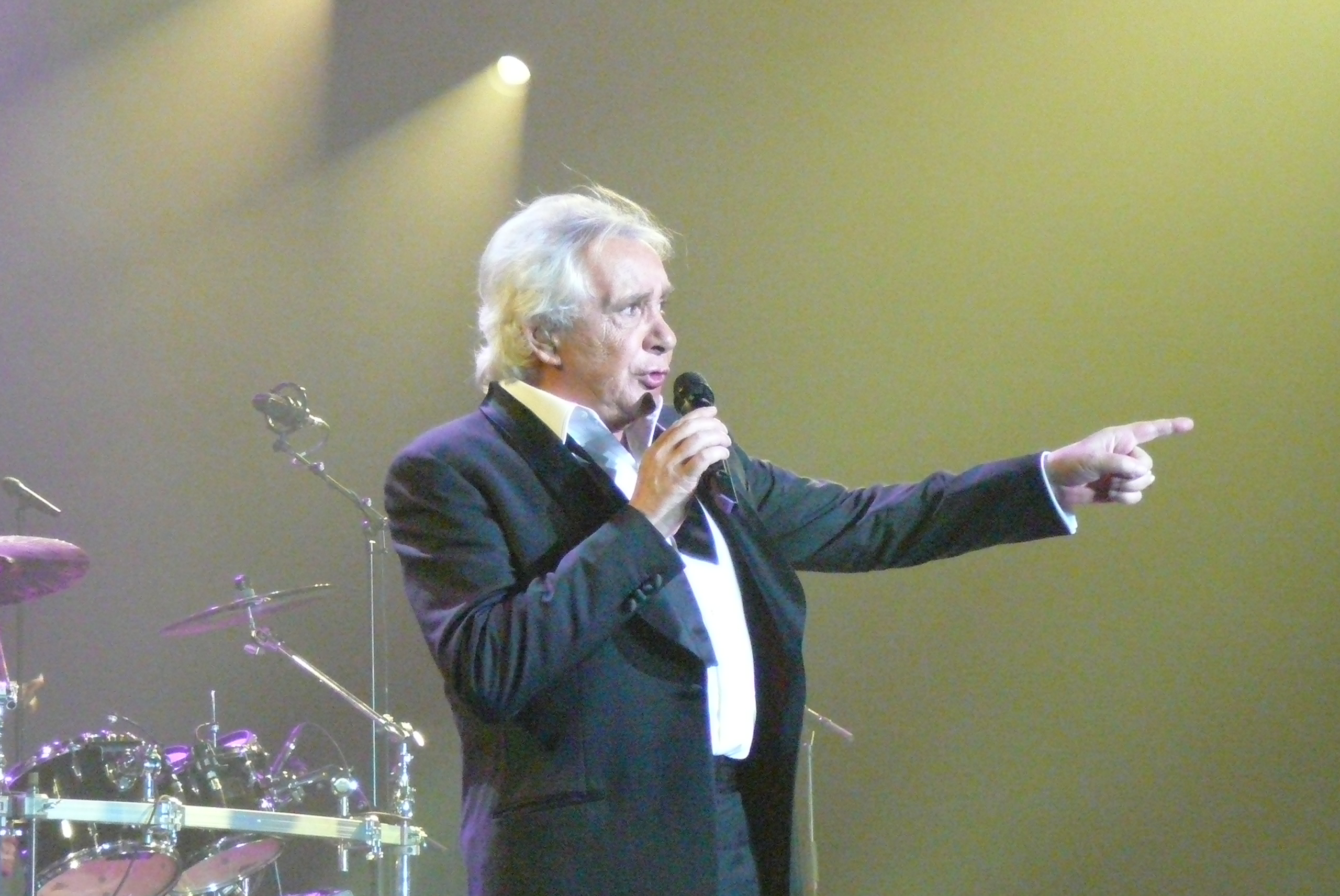
Michel Sardou à l'Olympia en 2011.

En 2010, Michel Sardou sort l'album Être une femme 2010, qui inclut la chanson homonyme remixée par le DJ Laurent Wolf, le titre Et puis après, mais aussi un duo avec la star canadienne Céline Dion avec Voler. En septembre 2014, Sardou reconnaît que son duo avec Dion n'a pas été une bonne expérience personnelle, du fait que les deux chanteurs ont dû enregistrer leurs parties séparément et que le clip a été réalisé sans lui.
Il se produit ensuite à l'Olympia du 13 janvier au 6 février 2011, puis tourne du 11 février au 8 mai 2011 à travers la France, la Belgique et la Suisse. Sa tournée s'achève au Palais des sports de Paris, où il chante du 11 mai au 15 août 2011. En mars 2011, il annonce sur son site web se séparer de son producteur Jean-Claude Camus, pour retravailler avec Gilbert Coullier.
Le 30 novembre 2012, il débute au Havre une nouvelle tournée, intitulée « Les Grands Moments », à la suite de la parution de la compilation du même nom le 22 octobre 2012. Prévue pour durer jusqu'en décembre 2013, la tournée le conduit à travers la France, la Belgique, la Suisse, le Canada, le Luxembourg, Monaco et le Liban. Elle compte trois dates au POPB en décembre 2012 et cinq à l'Olympia en juin 2013.
Après ces trois représentations à Paris-Bercy, Sardou devient l'artiste ayant ressemblé le plus grand nombre de spectateurs dans cette salle, dans laquelle il totalise par ailleurs 91 représentations, ce qui constitue également un record avant d'être dépassé par Johnny Hallyday qui compte, à sa mort, 101 concerts donnés au même endroit. Les concerts parisiens précédent une tournée d'été et d'automne, mais des ennuis de santé contraignent le chanteur à annuler les dernières dates de celle-ci en novembre 2013. À la suite de ces problèmes, le chanteur déclare « faire une pause » dans la musique.
À partir du 27 septembre 2014, il est à l'affiche d'une nouvelle pièce de théâtre jouée à la Comédie des Champs-Élysées et intitulée Si on recommençait, écrite par Éric-Emmanuel Schmitt et mise en scène par Steve Suissa. Il partage les planches avec, entre autres, Anna Gaylor (initialement, Françoise Bertin tenait le rôle mais, souffrante, elle fut hospitalisée après quelques représentations avant de décéder le 27 octobre 2014) et Florence Coste.
Du 22 septembre 2015 au 31 janvier 2016, le chanteur est de retour sur les planches au théâtre de la Michodière pour la pièce Représailles écrite par Éric Assous, mise en scène par Anne Bourgeois et dans laquelle il partage l'affiche avec Marie-Anne Chazel. Après un grand succès à Paris, la pièce est ensuite jouée, d'octobre 2016 à février 2017 en tournée en France, en Belgique et en Suisse.

#### 2017-2022: Dernier album studio, premiers adieux et retour au théâtre

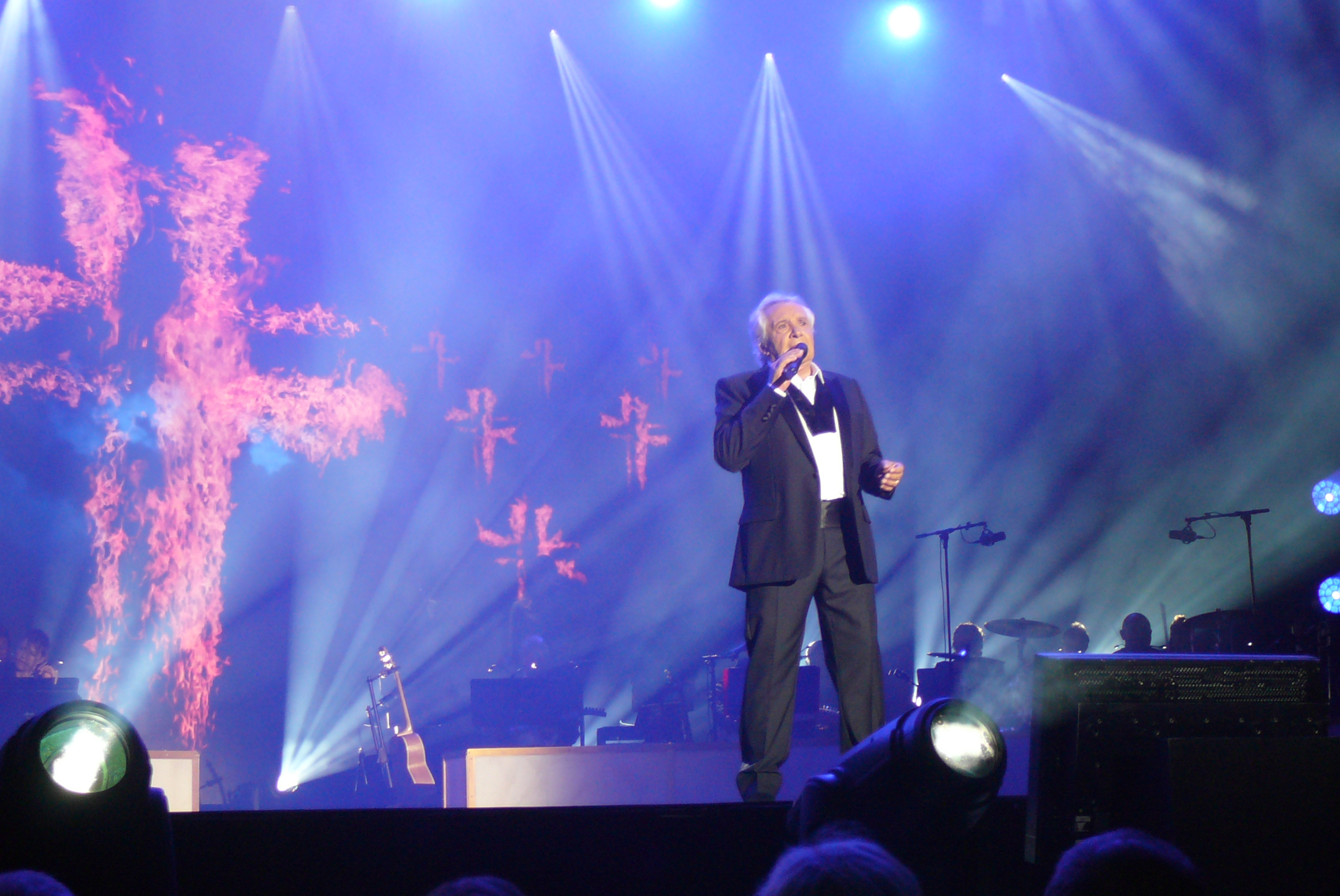
Michel Sardou en 2017 aux Francofolies de Spa, lors de sa tournée « La Dernière Danse ».

Le 8 décembre 2016, Michel Sardou annonce au journal de TF1 une nouvelle et dernière tournée de chansons, intitulée « La Dernière Danse ». Il précise toutefois que ce n'est pas une tournée d'adieu, mais plutôt de remerciement pour un public qui le suit depuis cinquante ans.
En 2017, paraît son 26e album, intitulé Le Choix du fou, qui contient dix titres inédits dont huit signés ou cosignés avec l'auteur Pierre Billon. L'album prend la tête des ventes lors de sa deuxième semaine d'exploitation. Avec le succès concomitant de Sardou et nous, un album de reprises de ses chansons par de jeunes artistes, une certaine redécouverte du répertoire de Sardou — illustrée aussi par le film La Famille Bélier en 2014 — s'amorce auprès d'un public plus jeune. Lui-même raconte : « Maintenant, j'ai une clientèle qui va de cinq à douze ans »,.
Le 21 octobre 2017, la chaîne France 2 diffuse Michel Sardou – Le Dernier Show, une émission présentée par Stéphane Bern et dans laquelle Sardou donne ce qui est annoncé comme sa dernière prestation musicale télévisuelle. Le programme attire près de 4,1 millions de téléspectateurs, se plaçant ainsi en tête des audiences de la soirée.
Le 20 décembre 2017, la chaîne France 3 diffuse le documentaire de Laurent Luyat, Michel Sardou – Le Film de sa vie, dans lequel le chanteur revient sur sa carrière avec des archives télévisées inédites.

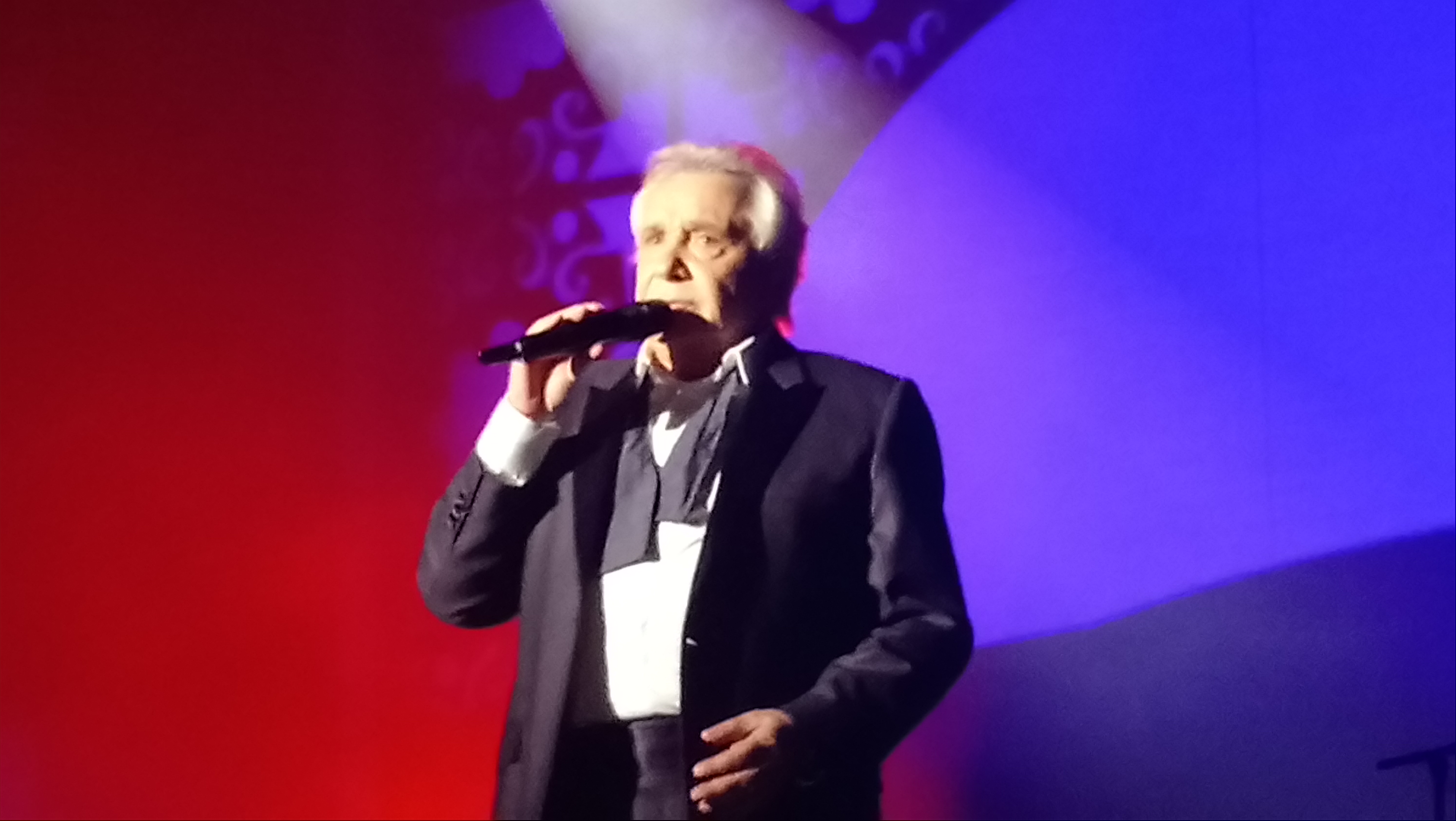
Michel Sardou le 26 décembre 2017 à La Seine musicale, interprétant Les Lacs du Connemara.

Après une tournée dans les festivals en été et une tournée à l'automne en province, en Belgique et en Suisse, Michel Sardou se produit à La Seine musicale, nouvelle salle de l'Ouest parisien située dans la ville de Boulogne-Billancourt, du 26 décembre 2017 au 7 janvier 2018. Le chanteur confie la production de ce nouveau projet à Thierry Suc,. Le dernier concert à La Seine musicale est finalement donné le 12 avril 2018 après l'ajout de plusieurs dates, sans adieu pour autant, l'artiste voulant désormais se consacrer exclusivement au théâtre,. L'album live de cette tournée, enregistré à La Seine musicale les 11 et 12 avril 2018 et intitulé La Dernière Danse, paraît le 23 novembre 2018.
À partir du 12 septembre 2019, il figure en tête d'affiche de la pièce N'écoutez pas, mesdames ! de Sacha Guitry, créée au théâtre de la Madeleine en 1942, au théâtre de la Michodière, avec notamment Nicole Croisille pour partenaire.

#### 2023-2024: Seconde tournée d'adieux

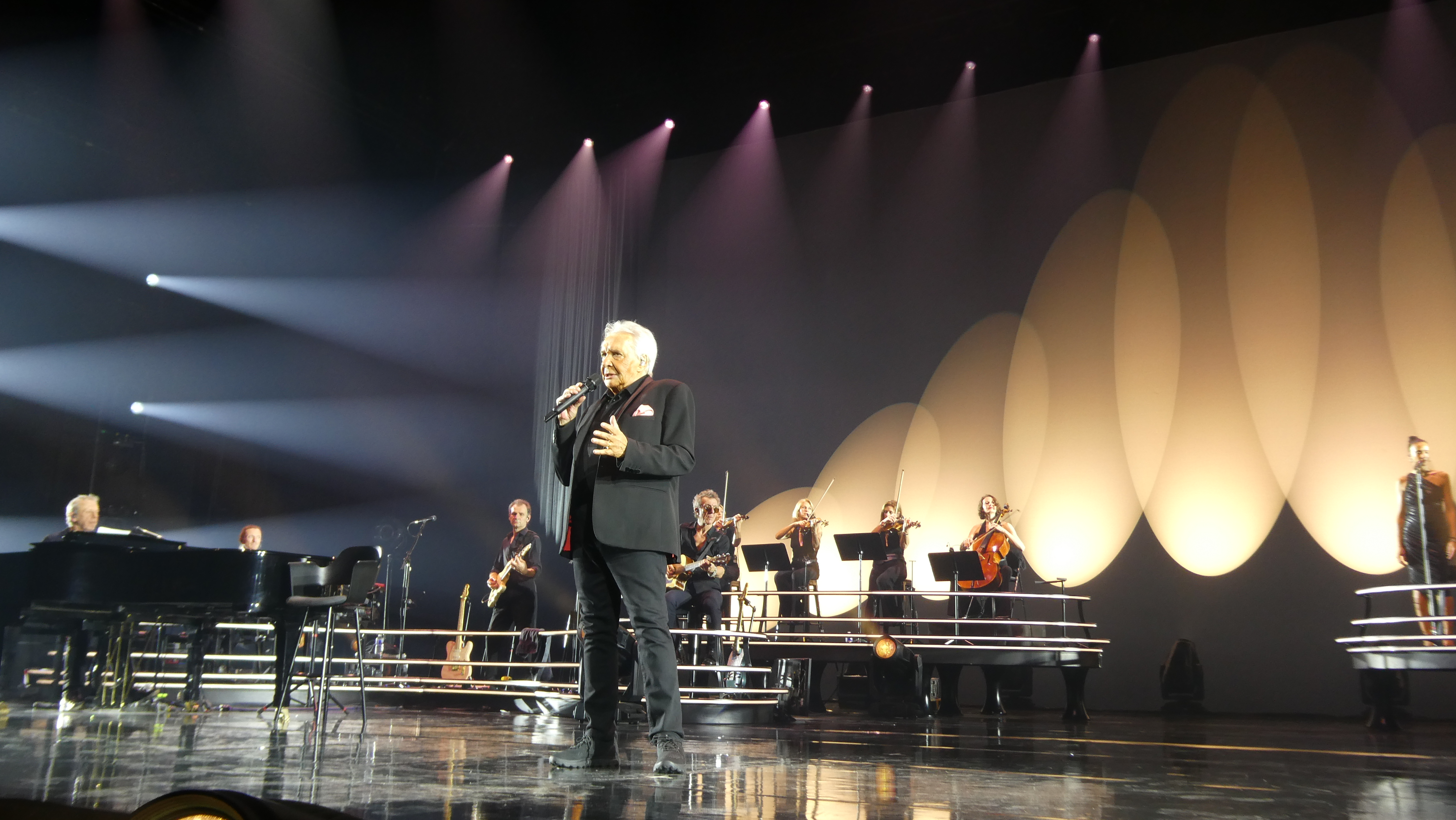
Michel Sardou sur la scène de Forest National lors de sa tournée Je me souviens d'un adieu.

En novembre 2022, Michel Sardou annonce qu'il va remonter sur scène pour une nouvelle tournée d'une trentaine de dates, uniquement dans de grandes salles, principalement des Zéniths. La tournée, intitulée « Je me souviens d'un adieu » (du nom de sa chanson parue en 1995), se déroule du 3 octobre 2023 au Zénith de Rouen jusqu'au 17 mars 2024 à la Paris La Défense Arena,,. 100 000 places de la tournée se vendent en huit heures seulement.
La tournée compte finalement 57 dates, 33 en 2023 et 24 dates en 2024, avec une fin de tournée les 16 et 17 mars 2024 à la Paris La Défense Arena. La fin est finalement repoussée au 29 mars 2024 à la suite de différents reports alors que l'artiste était touché par la Covid-19. 
En septembre 2023, Michel Sardou dévoile un nouveau titre inédit, enregistré en 1992, intitulé En quelle année Georgia, coécrit avec Didier Barbelivien et composé par Jean-Pierre Bourtayre.
Le 13 mars 2024, il annonce dans une interview dans Le Parisien qu'il prend sa retraite du monde de la chanson et du théâtre ; il indique également qu'il pourrait tourner un film avec Olivier Marchal, si celui-ci était intéressé.
Le 15 mars 2024 est diffusé l'album live Je me souviens d'un adieu.

### Vie privée
Michel Sardou épouse Françoise Pettré, danseuse professionnelle au Châtelet et à l’opéra de Paris, en 1965, alors qu'il est âgé de dix-huit ans, pour s'émanciper de l'autorité parentale, la majorité étant à l'époque établie à vingt et un ans. Leur première fille, Sandrine, naît le 15 janvier 1970 et la seconde, Cynthia, le 4 décembre 1973,. Ils divorcent en 1977.
Il se marie une deuxième fois, le 14 octobre 1977, avec Elizabeth Haas, dite « Babette » (sœur de l’astrologue Christine Haas). Elle est la mère de ses fils Romain, né le 6 janvier 1974 (un mois après la naissance de sa demi-sœur Cynthia) et Davy, né le 1er juin 1978. Mais la tumultueuse relation qu'ils mènent durant plus de vingt ans, ponctuée d'infidélités, les pousse au divorce en 1998. Le chanteur déclare entretenir un rapport amical avec sa deuxième épouse depuis leur séparation.
Michel Sardou se marie une troisième fois le 11 octobre 1999, avec l'ancienne rédactrice en chef de Elle, Anne-Marie Périer. Nicolas Sarkozy, alors maire de Neuilly-sur-Seine les unit dans sa mairie.
Le fait que son premier fils Romain soit devenu écrivain, mais surtout que son second fils Davy soit devenu comédien, perpétue la dynastie d'artistes de la famille Sardou. Davy déclare dans une interview accordée au Figaro : « Il y avait quelque chose de magique. Je n'ai pas choisi ce métier par atavisme, je ne me suis pas dit que je devais continuer la dynastie pour que mes proches soient fiers de moi. Jouer, c'était une envie ».
Le soir du 24 décembre 1999, sa fille Cynthia Sardou est victime d'un viol collectif alors qu'elle rejoignait son véhicule. Elle raconte ce traumatisme dans son livre Appelez-moi Li Lou paru en 2005. Si elle a, durant de longues années, pris de froides distances avec son père, elle lui témoigne par la suite une grande reconnaissance pour l'avoir soutenue.
Michel Sardou est six fois grand-père : ses cinq premiers petits-enfants se nomment Loïs (fille de Sandrine), Aliénor, Gabriel, Victor-Scott (enfants de Romain), Lucie (fille de Davy)et Marius.
Depuis les années 1970, il est passionné par les chevaux et le sport hippique. En 2011, il décide de s'impliquer dans ce domaine et achète progressivement sept chevaux de course. L'un de ses chevaux remporte le Prix de Louvigny en 2015.
Après avoir habité en Corse, à Miami et à Megève, Michel Sardou réside à partir de 2010 dans un manoir du XVIe siècle situé à Benerville-sur-Mer, dans le Calvados, près de Deauville. En 2023, il s'installe avec son épouse sur la Côte d'Azur et fait l'acquisition d'une vaste propriété à Bormes-les-Mimosas, ce qui signe un retour dans le Var après avoir eu une résidence secondaire dans les années 1980 à Sainte-Maxime.

### Opinions politiques
Bien qu'il soit toujours considéré comme un des principaux « chanteurs de droite » français, Michel Sardou cite Pierre Mendès France et François Mitterrand aux côtés de Charles de Gaulle parmi ses hommes politiques préférés en 2013 : « Mes hommes politiques préférés sont morts : De Gaulle, Mendès, Mitterrand ». Il aurait également milité en faveur de Georges Pompidou. Pour Sophie Girault, il serait un anarchiste de droite, campant le plus souvent des personnages hostiles à la « facilité des idéaux conventionnels ».
Dans un entretien accordé à Paris Match le 23 janvier 1987, il assume être de droite : « Je suis jeune et pourtant je suis de droite. Je vous le dis. Je ne vois pas ce qu’il y a d’antinomique dans cette affirmation. Je le répète donc calmement : je suis de droite », bien qu'il refuse de se « définir uniquement dans ce concept de droite ». Il poursuit en évoquant un positionnement négatif : « Quand j’affirme être de droite, c’est avant tout une réaction. Je hais le système socialiste au sens historique du terme. C’est-à-dire que j’accepte de vire [sic – virer] dans ce qu’il a de primaire, un anti-soviétisme épidermique. Je commence à me croire de droite à partir du moment où je ne peux pas être de gauche ». Il précise ensuite que son acception de la droite correspond à un « individualisme moral et social » et à « la tentation de me croire responsable de mon existence », et en exclut toute forme de xénophobie ou de racisme. Il rejette ainsi toute accointance avec les personnalités Charles Pasqua et Jean-Marie Le Pen.
Après avoir un temps soutenu Nicolas Sarkozy, il s'est finalement déclaré déçu par son action lors de son quinquennat, lui reprochant d'avoir beaucoup promis et peu tenu. Des déclarations qui furent peu appréciées par l'intéressé et qui valurent à Michel Sardou d'être convoqué à l'Élysée (un jour férié) pour le lui faire savoir. « On s'est expliqués, je lui ai redit que j'attendais autre chose de lui, de sa politique. Je suis reparti et il me fait toujours la gueule. Il est très rancunier ». Après cet épisode, il annonça en 2011 que pour la prochaine présidentielle, tout était possible, même qu'il vote à gauche, mais finalement il vota blanc.
Après l'élection de François Hollande, il annonce qu'il aurait finalement préféré un second mandat de Nicolas Sarkozy,. Il déclare en 2013 que « s'[il] avait 25 ans, [il] quitterait la France ». Concernant la gauche dans son ensemble, il affirme : « C’est pas la vraie gauche, c’est la gauche où il y a un malentendu. C’est-à-dire qu’avec la gauche les gens s’imaginent que les petits vont grandir et les gros vont maigrir, et en fait, c’est les gros qui maigrissent et les petits qui maigrissent encore plus ».
Dans une interview accordée au Point en octobre 2019, Sardou critique également les deux finalistes de l'élection présidentielle de 2017. Il qualifie notamment le président Emmanuel Macron de « tanche » : « Il n'est pas charismatique. C'est un très mauvais acteur, il est froid, il est plat, c'est une tanche ». Mais il s'agit, pour lui, davantage d'un problème de style que de fond politique : « C’est intelligent ce qu’il dit, il a certainement raison de faire ses réformes, mais ça n’imprime pas ». Il critique aussi sévèrement Marine Le Pen : « Il est évident que je ne vais pas voter pour Le Pen, elle ne dit que des conneries ».
Il émet par ailleurs des réserves sur le système du suffrage universel, argumentant : « C'est le boulevard des promesses qui ne sont jamais tenues. N'importe qui peut se présenter. Moi, demain, si j'ai un peu de pognon, je m'inscris, je passe à la télé et je propose un programme, c'est ridicule ! ».
Interrogé par La Nouvelle République au sujet de la candidature d'Éric Zemmour à l'élection présidentielle de 2022, il affirme que celui-ci était « très bon polémiste », « avait des constats quelquefois pleins d'esprit », mais émet de franches réserves quant à sa capacité à diriger potentiellement le pays : « Quand il s’agit de diriger la France, on déconne pas. Surtout on est maître de soi et j’ai l’impression qu’il n’est pas maître de lui. Je n’ai jamais fait de politique et je n’en ferai jamais mais même un maire de village doit faire attention. Il y a des responsabilités qu’il faut savoir prendre et je crois qu’il ne sait pas le faire ». Quelques jours avant les élections législatives de 2022, il déclare qu'en cas de victoire de la NUPES et donc de l'éventuelle accession de Jean-Luc Mélenchon au poste de Premier ministre, il serait prêt à quitter la France : « S'il gagne, je me tire. Ou alors je déclare la Normandie duché et je mets des barrières partout. […] Vous écoutez Mélenchon promettre la retraite à 60 ans, le SMIC à 2000 euros ? Tout le monde sait que c'est impossible ! ». À la suite de cela, Mélenchon lui propose une rencontre pour le convaincre de ne pas partir en cas de victoire de son mouvement.

## Identité et univers artistiques

### Sardou  interprète, auteur et compositeur
Sardou est avant tout connu en tant que chanteur. S'il sait jouer du piano et de la guitare, il faut attendre le Zénith 2007 pour le voir jouer de ces instruments sur scène (guitare sur Allons danser en ouverture et piano sur Cette chanson n'en est pas une, en rappel du concert).
S'il a très rarement écrit pour d'autres artistes (Chanter les voix pour Dalida, Vivre pour moi pour Séverine en 1971, Derrière une chanson pour Michel Fugain, Changement de cavalière pour Sylvie Vartan, La Femme d'un ange pour Mireille Darc), nombreux sont ceux qui ont collaboré avec lui. Ainsi, pour les compositions, on retrouve très fréquemment les signatures de Jacques Revaux, Jean-Pierre Bourtayre, Didier Barbelivien ou encore Pierre Billon, et ses paroliers les plus fréquents sont Pierre Delanoë, Didier Barbelivien, Jean-Loup Dabadie, Claude Lemesle et Pierre Billon.
Une de ses collaborations les plus fructueuses est celle avec Jacques Revaux avec lequel il coécrit un grand nombre de textes de tubes : Les Villes de solitude, Les Vieux Mariés, Le France, J'accuse, La Java de Broadway, En chantant, Les Lacs du Connemara, Être une femme, Il était là (Le Fauteuil), Vladimir Ilitch, Les Deux Écoles, etc.
Depuis 2000, Sardou ne collabore plus avec ces auteurs-là (sauf Barbelivien), ayant fait le choix du renouvellement de son équipe en se tournant vers des personnalités plus jeunes, comme Jacques Veneruso, Robert Goldman (ce dernier écrivant pour lui sous le pseudonyme de J. Kapler) ou Daran, auteur de huit des vingt-trois chansons de l'album Hors format.
Toutefois, malgré ces collaborations, il présente un actif d'auteur et de compositeur, voire d'auteur-compositeur. Il est régulièrement parolier, puis compositeur occasionnel. Il est auteur et compositeur unique sur dix de ses titres : J'y crois (1978), L'Anatole, Méfions-nous des fourmis, Verdun (1979), Les Noces de mon père (1981), Mélodie pour Élodie (1985), 55 jours, 55 nuits, La Chanson d'Eddy (1992), Tout le monde est star (1994) et La Vie, la Mort, etc. (2004). Ainsi, il n'est pas seulement l'interprète d'un répertoire taillé sur mesure par des collaborateurs, mais bien un auteur à part entière et un compositeur occasionnel, bien qu'il ne soit pas un auteur-compositeur-interprète au sens strict, c'est-à-dire l'unique artisan de la quasi-totalité de son répertoire.

### Comment classer Sardou?
Par la grande diversité des styles explorés et des thèmes abordés, Michel Sardou est difficile à classer dans une catégorie précise. Les qualificatifs les plus fréquemment employés pour le définir sont « chanteur populaire » (qu'il revendique) et « chanteur de variétés », en même temps que « chanteur engagé » (terme que, par ailleurs, il récuse), ce qui peut s'apparenter au paradoxe (voir, au besoin, l'article « Musique populaire »). Au regard de sa discographie entière, ne semblent privilégiés ni le texte, ni la mélodie, ni l'orchestration, ni la voix.

### Style musical et vocal

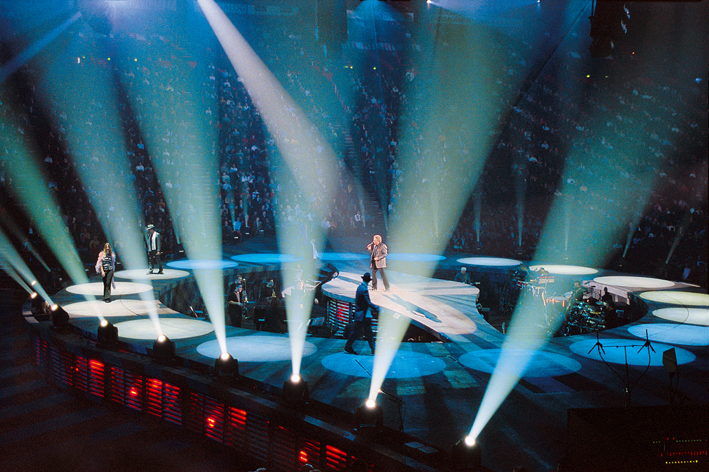
Vue de la scène centrale lors du concert de Michel Sardou à Bercy en 2001.

Musicalement parlant, Sardou a plus souvent opté pour un style « neutre », difficile à rattacher à un genre précis, et ne cherchant pas plus à plaire au jeune public qu'au public plus âgé. Par exemple, il est difficile de classer la chanson La Maladie d'amour dans une catégorie plus précise que celle de « variétés ». Cependant, le chanteur a su adapter son style à chaque époque et intégrer les nouvelles sonorités à son identité musicale. On remarque par exemple, dans certaines chansons de la fin des années 1970 ou du début des années 1980, l'influence du disco (J'accuse, Être une femme), l'abondance des synthétiseurs dans les albums des années 1980 (Rouge, Chanteur de jazz, La même eau qui coule…) ou encore le caractère electro du remix de Laurent Wolf sur la chanson Être une femme 2010.
Les seules constantes qui semblent se dégager dans l'hétérogénéité des orchestrations et des mélodies sont l'importance des cuivres et la récurrence des envolées vocales, qui sont mises au service d'un certain sens de la dramatisation et d'un lyrisme parfois qualifiés de grandiloquents. Ces traits typiques se retrouvent dans bon nombre de ses succès : Le France, Je vais t'aimer, Les Lacs du Connemara, Vladimir Ilitch, Musulmanes… Certaines de ses chansons, moins connues, poussent à l'extrême ces caractéristiques et rentrent dans une tonalité proche de l'épique : Un accident (1975), Un roi barbare (1976), Je ne suis pas mort, je dors (1979), L'An mil (1983), Vincent (1988), Loin (2004) ou encore Beethoven (2006).
Doté d'une voix timbrée particulièrement imposante dans le registre de poitrine, Sardou affirme posséder une tessiture de ténor,, bien qu'il confesse qu'en prenant de l'âge, elle s'est abaissée davantage vers une tessiture de baryton,.

### Style et références littéraires

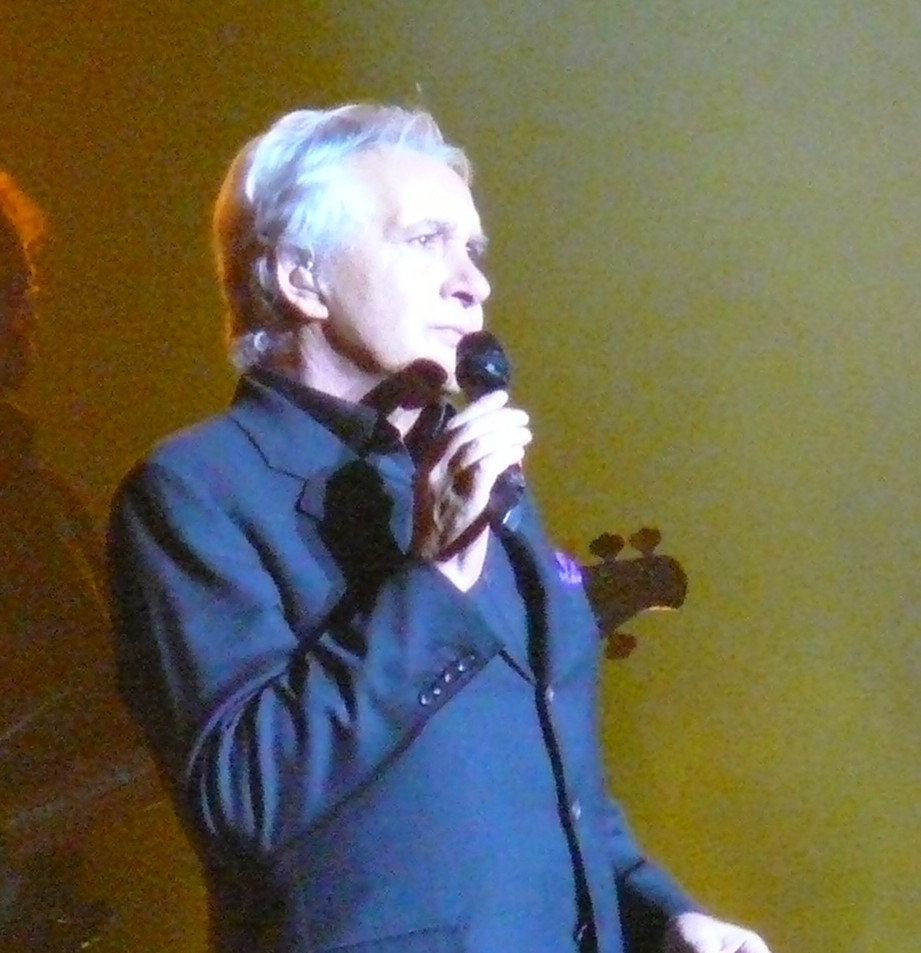
Michel Sardou en concert à Forest National en 2007.

Du point de vue littéraire, les textes de Sardou suivent le plus souvent des schémas classiques, marqués par des rythmes réguliers épousant les mélodies, et par la présence constante de la rime, à l'exception de quelques très rares chansons (Une lettre à ma femme, 1985). Cela s'explique en partie par la régularité de ses collaborations avec les paroliers Pierre Delanoë et Didier Barbelivien, gardiens d'un certain classicisme de la chanson française. Les mots sont souvent simples, issus du langage courant, éventuellement familier, Sardou n'hésitant pas, parfois, à l'emploi de jurons (« Le monde est moins beau qu'il n'est con » – Le Prix d'un homme, 1978 – « Je ne peux pas te traiter de putain, parce que je suis loin d'être un saint » – Déborah, 1979), qui peuvent se retrouver jusque dans le titre d'une chanson (Putain de temps, 1994). C'est moins la crudité du langage que celle des situations décrites par ses textes qui a pu jouer un rôle dans la cristallisation de réactions violentes à son encontre au cours des années 1970, contribuant à son étiquetage comme chanteur « populiste », voire « démagogue » ou encore « réactionnaire ».
S'agissant de ses références littéraires, si la lecture du Grand Meaulnes d'Alain-Fournier (1913) est explicitement évoquée dans deux chansons (Le Surveillant général et Je vous ai bien eus), il confie « un goût » pour les poètes maudits : Edgar Allan Poe, Baudelaire, Rimbaud. Dans Rouge, il fait par ailleurs référence au Cahier de Douai (« Rouge comme le sang de Rimbaud coulant sur un cahier ») et au Dormeur du val, avec « cette étoile au cœur de ce dormeur couché ». Dans un entretien accordé au magazine Télé K7 en décembre 1990, Sardou précise la genèse littéraire de la chanson Marie-Jeanne : « Instinctivement, j'ai imaginé une Manon Lescaut des temps modernes », référence au célèbre roman de l'abbé Prévost. Selon que vous serez, etc., etc., elle, fait explicitement référence à la morale de la fable de La Fontaine Les Animaux malades de la peste.

### Les thèmes récurrents
Dans le répertoire de Sardou cohabitent des thèmes caractéristiques de la chanson de variétés, comme la fibre lyrique (l'amour, les relations filiales, la fuite du temps), et des sujets propres à la chanson à texte (son style d'écriture est parfois qualifié de « variété à texte ») ou à la chanson engagée (la critique sociale et politique, la mort), mais aussi des domaines habituellement plus fréquents en littérature qu'en chanson (l'histoire, le voyage). Cet amalgame de thèmes empruntés à différents genres de chansons opposés empêche de le circonscrire dans un style bien précis, mais forge son identité artistique.
Ainsi les chansons sur l'amour sont les plus nombreuses (on compte parmi les plus célèbres Et mourir de plaisir, La Maladie d'amour, Je vais t'aimer…), ce qui n'est pas étonnant de la part d'un chanteur dit « de variétés ». Mais elles sont suivies de près par les chansons relatives à la politique ou décrivant la société et ses mœurs. On trouve dans cette catégorie des chansons telles que Le France, J'accuse, Les Deux Écoles, Le Bac G, Selon que vous serez, etc., etc. ou Allons danser.
Sardou semble également accorder une grande importance à l'enfance, ainsi qu'aux relations entre parents et enfants : Petit, Une fille aux yeux clairs, Je vole, Il était là, Merci Pour Tout (Merci Papa), Une femme ma fille, Attention les enfants… danger…
Non sans lien avec ce précédent thème, on trouve de nombreuses chansons consacrées au temps qui passe et à la mort, parmi lesquelles Je ne suis pas mort je dors, Vivant, Les Routes de Rome, La même eau qui coule, Putain de temps… Il faut sans doute rattacher à ce thème les chansons consacrées à tel ou tel événement historique, dont Les Ricains, Danton, L'An mil et Vladimir Ilitch.
Le thème de l'armée et de la guerre est omniprésent dans son œuvre. Il semble que Sardou ait été profondément marqué par son service militaire (Le Rire du sergent, Encore deux cents jours) et que la guerre soit un sujet qui l'interpelle (Les Ricains, Si j'avais un frère au Viêt Nam, La Marche en avant, Verdun, La Bataille…).
Enfin une caractéristique singulière de son répertoire est le fait qu'il comporte de nombreuses chansons de voyage, ou évoquant une contrée éloignée : Les Lacs du Connemara, Afrique adieu, Musulmanes…

#### Exemple: chansons sur les États-Unis

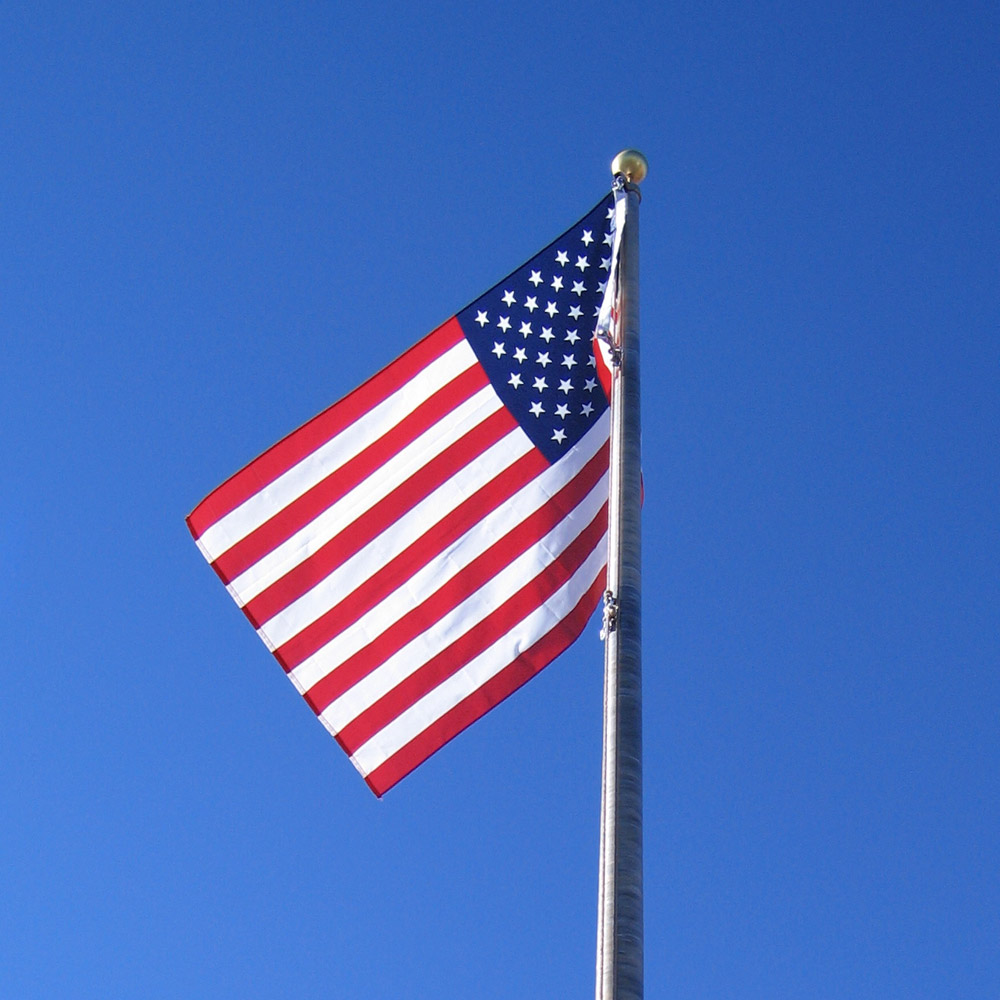
Le mode de vie, la politique des États-Unis et l'imaginaire associé au rêve américain occupent une place non négligeable dans l'œuvre de Sardou.

Le goût de Sardou pour les chansons de voyage se met plusieurs fois au service de son attirance et de son intérêt pour les États-Unis.
Son tout premier succès, Les Ricains, est parfois considéré comme étant l'expression d'un tropisme atlantiste de ses orientations politiques et géographiques. Suivront, parmi les plus célèbres, La Java de Broadway ou Chanteur de jazz. Cette attirance était vue d'un mauvais œil au début des années 1970, quand Sardou semblait défendre l'intervention et la politique américaines en pleine guerre du Viêt Nam.
S'il évoque souvent ce pays avec un certain idéalisme – comme dans L'Amérique de mes dix ans, Happy Birthday ou Je vous ai bien eus (« Je disais souvent l'Amérique, je sais que moi j'irai un jour, et que j'en reviendrai plus riche que Dupont de Nemours ») –, il exprime par moments un désenchantement réel, comme dans Los Angelien, qui de la vie en Californie dit qu'on passe « trois cents jours sans pluie sans rien à raconter », ou encore dans Huit jours à El Paso qui, écrite à la suite d'un voyage dans le Colorado avec Johnny Hallyday en 1978, déplore la disparition de l'ambiance Far West au profit de la modernité.
Michel Sardou place Les Ricains, La Java de Broadway et Chanteur de jazz dans ses tours de chant jusque dans les années 2010. Depuis 1973, il a inscrit Les Ricains à son tour de chant à quatre reprises, les deux premières dans des conditions bien particulières : en 1991, au moment de la guerre du Golfe ; en 2004-2005, lors de la seconde intervention américaine en Irak. Enfin, il la reprend en 2013 et en 2017-2018 lors des tournées Les Grands Moments et La Dernière Danse, dans une version country.

### Influences et filiations
S'agissant de ses influences, Sardou confie son admiration pour Yves Montand,, dont il dit même qu'il a fait « la plus belle carrière du monde », notamment en obtenant autant de succès au cinéma que dans la chanson. Il revendique également avoir voulu « faire du Brel » au tout début de sa carrière, pendant l'époque antérieure aux Bals populaires. L'influence du chanteur belge se retrouve sur certaines chansons comme Le Surveillant général, dont les dernières paroles (« Quand je tiens dans mes bras une femme trop fière / Qui se refuse à me donner un peu plus que le nécessaire […] ») peuvent évoquer celles de Au suivant (« Chaque femme, à l'heure de succomber / Entre mes bras trop maigres, semble me murmurer / "Au suivant ! Au suivant !" »).
Sardou n'a jamais caché non plus son admiration pour Charles Aznavour ni l'influence que celui-ci a pu avoir sur son œuvre. Michel Drucker déclare en 1994 que « dans le registre de la chanson populaire de qualité […] Michel est le successeur naturel de Charles ». Dans son répertoire, les références à Charles Trenet sont le reflet d'une autre de ses inspirations (L'Anatole en 1979, qui se présente comme un hommage au chanteur, puis La Maison des vacances en 1990).
Dans les années 1970 la presse l'oppose parfois à Serge Lama son « grand rival », non pas pour leurs styles distincts, mais en les mettant en compétition afin d'établir lequel des deux s'inscrit le mieux dans la descendance des « grands » de la chanson française.
Michel Sardou a aussi souvent fait état de l'influence que Johnny Hallyday, idole de sa jeunesse, a exercée sur son œuvre. Il le rencontre pour la première fois en 1963, sur le tournage du film D'où viens-tu Johnny ?, auquel participe son père Fernand Sardou. Alors adolescent, celui-ci écrit sa première chanson, intitulée Le Dernier Métro, pour Johnny, mais elle ne voit jamais le jour. Au cours des années 1970, nombreuses sont ses chansons marquées par l'influence du « chant de Hallyday »[réf. nécessaire] : Tuez-moi, Les Villes de solitude (1973), J'ai 2 000 ans, Le bon temps c'est quand (1974), La Tête assez dure (1978), il n'est pas jusqu'à Un accident (1975) ou J'accuse (1976), qui ne soient dans cette veine « hallydayenne », cette singulière façon de donner de la voix. En 1973, il lui rend d'ailleurs hommage avec la chanson Hallyday (Le Phénix).
Parmi les artistes de la génération suivante, certains chanteurs populaires comme Patrick Bruel ou Garou ne cachent pas leur admiration pour lui,. Bénabar est également quelquefois comparé à lui, ayant même été qualifié de « Sardou de gauche », mais il nie que Sardou ait exercé une influence sur son œuvre ; il prétend même que cette comparaison est effectuée par certains détracteurs qui « insinuent l’idée que […] Sardou n’[a] fait que de la merde », opinion dont il se démarque : « Figurez-vous qu’il y a pas mal de chansons de Sardou pour lesquelles j’ai une faiblesse ».

## Controverses
Au cours de sa carrière, Michel Sardou a suscité plusieurs polémiques, réactions hostiles et querelles médiatiques. La portée de ses chansons a parfois dépassé le simple cadre artistique pour prendre une dimension sociologique, voire politique. Fait peu commun pour un chanteur de variétés, Sardou a provoqué des réactions jusqu’au plus haut niveau de l’État, depuis Les Ricains en 1967, interdite par le général de Gaulle, jusqu’au Bac G, en 1992, qui lui vaut de se faire qualifier de « saltimbanque » par le ministre de l’Éducation nationale de l’époque, Lionel Jospin. Toutefois, les polémiques autour du chanteur ont atteint leur paroxysme dans les années 1970.

### Les accusations
Ce sont essentiellement les chansons de Michel Sardou, souvent à cause de quelques vers, mais aussi parfois du fait d'idées exprimées et de prises de positions, qui sont à l'origine des griefs formulés contre lui. Pour ses détracteurs, Michel Sardou serait principalement sexiste, homophobe et fasciste.

#### Sexisme

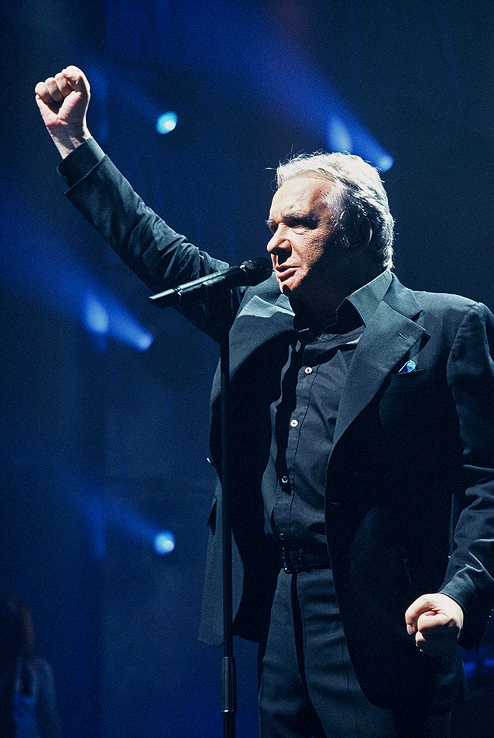
Les auteurs de Faut-il brûler Sardou ? dénoncent une virilisation du jeu de scène de Sardou, ici en concert en 2005.

Selon des féministes, Sardou défendrait dans ses chansons des valeurs patriarcales, voire phallocrates et machistes. Dans les premières années de sa carrière, il est accusé de viriliser à l'excès son jeu de scène.
En ce qui concerne les textes, les premières critiques arrivent avec La corrida n'aura pas lieu, Vive la mariée (1971), Bonsoir Clara (1972), ainsi que Les Vieux Mariés (1973), notamment en raison de ces vers : « Tu m'as donné de beaux enfants / Tu as le droit de te reposer maintenant ». Aymeric Parthonnaud affirme que ce passage « transforme le chanteur en héraut du patriarcat triomphant, réduisant les femmes à leurs seules fonctions reproductives ».
Mais ce sont surtout Les Villes de solitude (1973) qui marquent les esprits. Les vers du deuxième couplet (« J'ai envie de violer des femmes / De les forcer à m'admirer / Envie de boire toutes leurs larmes / Et de disparaître en fumée ») font vivement réagir les mouvements féministes. Sardou pousserait sa phallocratie au point de faire l'apologie du viol, et les vers incriminés sont encore parfois accusés d'entretenir la « culture du viol »,. En 2024, les parlementaires féministes Sandrine Rousseau et Laurence Rossignol s'indignent de la réception par le chanteur de la dignité de grand officier de l'Ordre national du mérite en citant notamment ce même extrait. Cependant, au sujet des Villes de solitude, Sardou se défend de toute apologie du viol et affirme se mettre dans la peau d'un jeune homme désabusé qui noie son ennui dans l'alcool et exprime alors des fantasmes brutaux, avant de conclure : « On entend les chansons mais on ne les écoute pas ».
Il serait également le chantre d'une sexualité où le rôle de l'homme serait magnifié et celui de la femme rabaissé, la référence au marquis de Sade dans Je vais t'aimer (1976) n'étant pas perçue comme anodine (« À faire pâlir tous les marquis de Sade / À faire rougir les putains de la rade / À faire crier grâce à tous les échos / À faire trembler les murs de Jéricho / Je vais t'aimer »).
D'après les auteurs de Faut-il brûler Sardou ?, le sexisme du chanteur pourrait se résumer ainsi : « Ne manque à ce tableau que le sexisme, ou la phallocratie, comme on voudra. Point n'est besoin de chercher très loin. Car la femme est ici conforme aux images d'Épinal d'une société méditerranéenne. […] Épouse, mère ou putain, la femme de l'univers Sardou n'a pas sa place en ces lieux de réjouissance publique, à elle le lit, les couches ou le bordel. Épouse, donc, elle a pour rôle principal de fournir des têtes blondes à la France. »
En 1981, la chanson Être une femme lui attire encore l'hostilité des féministes. La version de 2010, qui dresse le constat de la situation des femmes dans la société trente années plus tard, fait à nouveau polémique : elle est dénoncée par le Mouvement des jeunes socialistes, qui affirme qu'elle livre « une vision inégalitaire et sexiste des femmes », ou encore par la chroniqueuse et militante Isabelle Alonso.

#### Homophobie
L'accusation d'homophobie portée à l'égard de Sardou provient particulièrement de la chanson Le Rire du sergent (1971), où Sardou revient sur son passage à l'armée et semble évoquer le souvenir d'un sergent efféminé (« La folle du régiment / La préférée du capitaine des dragons ») usant du « fayotage » pour progresser dans la hiérarchie. Les chansons J'accuse (1976), dans laquelle Sardou évoque des « hypocrites moitié pédés, moitié hermaphrodites », et Chanteur de jazz (1985) où des « nuées de pédales » sortent du Carnegie Hall de New York, ont également pu être interprétées comme manifestant une forme d'homophobie,,.
Néanmoins, Michel Sardou n'a jamais été victime d'attaques de la part de la communauté homosexuelle et ces accusations se sont rapidement dissipées. La chanson Le Privilège, sortie en 1990, donne même l'image d'un Sardou tolérant, compréhensif et ouvert d'esprit, « modifiant une fois pour toutes l'image du chanteur » sur la question. En outre, depuis 1991, les paroles de J'accuse sont retouchées lors des interprétations en concert, Sardou ne prononçant plus « J'accuse les hommes de croire des hypocrites / Moitié pédés, moitié hermaphrodites » mais « J'accuse les hommes de se croire sans limites / J'accuse les hommes d'être des hypocrites ». Il explique également dans son autobiographie publiée en 2009 que la « folle du régiment » évoquée dans Le Rire du sergent n'est pas le sergent, mais lui-même.

#### Fascisme
Au cours des années 1970, « fasciste » était une invective beaucoup plus répandue qu'aujourd'hui pour désigner une personne aux idées se rapprochant d'une droite dite dure, voire simplement conservatrice. Le journal L'Humanité a employé ouvertement à l'encontre de Sardou le terme de fasciste, mais on regroupe sous cette qualification un certain nombre d'accusations formulées par des analystes de gauche dont les valeurs d'internationalisme, de mondialisme et d'anationalisme sont opposées à certaines prises de positions politiques – réelles ou supposées – de Sardou : patriotisme, nationalisme, colonialisme, conservatisme, poujadisme, populisme…
C'est une étiquette qui lui est très tôt accolée dans sa carrière : dès Les Ricains en 1967, ceux qui soutiennent la cause communiste du Nord Viêt Nam (Union des jeunesses communistes marxistes-léninistes, entre autres) interprètent la chanson comme une prise de position en faveur de l'implication des États-Unis dans la guerre du Viêt Nam[réf. nécessaire], même si les paroles n'y font pas explicitement référence. De plus, le contexte politique connaissait alors une montée de l'antiaméricanisme : en 1966, le général de Gaulle avait retiré la France du commandement intégré de l'OTAN.
« Si les Ricains n'étaient pas là

Vous seriez tous en Germanie

À parler de je ne sais quoi

À saluer je ne sais qui.

Bien sûr les années ont passé,

Les fusils ont changé de mains.

Est-ce une raison pour oublier

Qu'un jour on en a eu besoin ? »
J'habite en France (1970) l'installe par la suite dans le rôle du chantre populiste de la « France profonde », de la « majorité silencieuse ». 
Les chansons qui lui valent le plus de déboires et de polémiques, de ce point de vue, sont celles de 1976 : Le Temps des colonies et surtout Je suis pour. Certains reprochent à la première une exaltation aux confins du racisme de l'époque coloniale qui reprend ironiquement un slogan publicitaire institutionnel promouvant les économies d'énergie.
« […] Autrefois à Colomb-Béchar,

J'avais plein de serviteurs noirs

Et quatre filles dans mon lit,

Au temps béni des colonies […]

Y a pas d'café, pas de coton, pas d'essence,

En France, mais des idées ça on en a,

Nous, on pense […] »
Dans Je suis pour, Sardou se met dans la peau d'un père dont l'enfant a été assassiné et qui, s'adressant au coupable du crime, lui exprime sa souffrance, sa colère et sa haine. Sardou se voit alors accusé d'instrumentaliser les peurs et les polémiques – alors que la France s'émeut et s'indigne du meurtre du petit Philippe Bertrand par Patrick Henry – et de contribuer à l'appel au lynchage. Enfin et surtout, le chanteur est accusé de faire l'apologie de la peine capitale.
« […] Les philosophes, les imbéciles,

Parce que ton père était débile,

Te pardonneront mais pas moi,

J'aurai ta tête en haut d'un mât.

Tu as tué l'enfant d'un amour.

Je veux ta mort : je suis pour ! »
Michel Sardou se défend de prendre fait et cause pour la peine de mort, déclarant que la chanson ne parle que d'un père qui revendique la loi du talion, mais qu'elle ne reflète en rien une opinion personnelle. Par la suite, il a régulièrement exprimé son opposition au principe de la peine de mort, mais s'y déclare favorable dans le cas des meurtres d'enfants en 1985 sur le plateau du Jeu de la vérité face à Patrick Sabatier. En 2006, il affirme au journal Le Temps avoir « changé d'avis » sur la peine de mort et être partisan de la perpétuité incompressible « dans les cas d'enfants tués », position qu'il réexprime en 2007 sur le plateau d'On ne peut pas plaire à tout le monde face à Marc-Olivier Fogiel. Sur ce même plateau, il réaffirme pourtant, comme dans sa chanson, que s'il était personnellement concerné par la situation, il n'hésiterait pas à mettre « une balle dans la tête » du meurtrier de son enfant.
Dans les années 1970, les plus ardents adversaires du chanteur l'accusent ouvertement d'être d'extrême droite, comme sur ce tract de 1977 où on peut lire :

« Appel au fascisme : nous n'entendons plus que des chansons racistes, ou l'apologie du nazisme, d'ailleurs son service d'ordre est composé de militants de partis d'extrême droite, néo-fascistes. Avec Minute et Le Parisien, il est l'outil insidieux d'une fascisation grandissante. Ces chansons et journaux incitent à la haine et à la violence. Ces idées sont dangereuses !!! »

### Le point de vue de Sardou
Le chanteur, loin d’être insensible aux réactions qu’il a pu susciter, les a souvent déplorées, exprimant à la fois son regret d’être mal compris de la part d’un certain public et son étonnement devant les proportions que peuvent prendre certaines polémiques.
Pour se défendre, il utilise régulièrement une argumentation sur la nature et la valeur de ce qu’est une chanson. Il soutient en effet ne pas chercher à transmettre de message politique ou idéologique à travers ses textes et affirme par conséquent que les réactions passionnées et politisées qu'ils ont pu susciter sont injustifiées et erronées, car en décalage avec ses intentions :

« Je ne me rendais pas bien compte non plus de la portée des chansons. Pour moi, ce n'étaient que des chansons. Pas des professions de foi. »

Sa vision est ainsi celle d’un cantonnement du chanteur dans la sphère artistique : l’artiste peut traiter de sujets politiques et polémiques, mais toujours dans une démarche purement esthétique et scénique, et non par engagement militant.
Cette conception exclusivement artistique du rôle du chanteur confère à celui-ci une certaine latitude dans le choix des idées à exprimer : n’étant pas prisonnier de son propre « je » par son refus de délivrer un quelconque message idéologique, il pourrait dès lors interpréter des personnages à la première personne sans qu’il y ait identité entre ses propres idées et celles du personnage incarné. Par exemple, il peut, dans une chanson, évoquer un amour charnel « à faire pâlir tous les marquis de Sade / à faire rougir les putains de la rade » (Je vais t'aimer) et, dans une autre chanson, reprocher aux hommes « de se repaître de sexe et de sang / pour oublier qu'ils sont des impuissants » (J'accuse), mais à en croire son argumentation, il serait une erreur de penser que le chanteur cherche à exprimer, dans un cas ou dans l'autre, ses convictions personnelles. Cette dissociation entre personnage et interprète se rapproche de la démarche du comédien :

« Ces gens-là ont du mal à admettre que lorsque l'on interprète comme moi quinze, dix-huit chansons sur scène chaque soir, on n'est pas forcément sincère, on joue des personnages. Comme un acteur va jouer un curé, un pédéraste, un aubergiste, moi je joue un vieux marié, un bateau, un prince. Ce sont des rôles que je me distribue. Alors certains viennent me chercher des idées que je n'ai pas eues en lisant trop entre les lignes. »

Aussi bien capable de parler au nom d’un curé (Le Curé), du père d’un enfant assassiné (Je suis pour), d'un nostalgique de la France coloniale (Le Temps des colonies), d’un bateau (Le France), de Danton (Danton), d'un otage (Le Prix d'un homme), d’une vieille femme (Victoria) ou d’un adolescent homosexuel (Le Privilège), Sardou se met à la place de différents personnages dont il exprime le point de vue, en conservant le « je » comme mode d’expression privilégié. Il brouille ainsi les pistes et les repères, et de son répertoire se dégage une grande quantité d'ambiguïtés et de contradictions. Les polémiques que Sardou a provoquées ne seraient donc que le résultat d'une mauvaise interprétation de ses intentions réelles. Il dit ainsi, en 1989, à propos du Temps des colonies :

« Le ciel m'est tombé sur la tête. Je croyais camper un de ces personnages de bistrot qui racontent toute leur vie la bataille d'Indochine. J'ai en partie échoué. Certains journalistes ont compris l'opposé : je sublimais les années coloniales ! J'incitais à la haine raciale ! J'aime chanter à la première personne. J'entre ainsi dans un rôle comme le ferait un comédien. L'engagement est joué. La scène n'est pas un lieu où je me confesse. Le malentendu vient toujours de ceux qui n'écoutent pas. On leur dit : « Sardou chante les colonies, c'est honteux ! » Alors c'est un scandale ! »

En 1978, au sujet de la chanson Je suis pour et de quelques autres, s'il refuse l'étiquette de « chanteur engagé », il admet se servir de l'actualité et rapproche plutôt sa démarche de celle d'un journaliste : « Je ne suis pas un chanteur engagé. Je suis un chanteur qui se sert de l’actualité, c’est certain. Je fais le rôle d’un journaliste, mais je mets de la musique en dessous ».

## Discographie
Les ventes de Michel Sardou sont, à ce jour, estimées à plus de 100 millions de disques,.

### Albums studio
- 1970 : J'habite en France
- 1971 : Petit - Les Ricains
- 1972 : Danton
- 1973 : La Maladie d'amour
- 1976 : La Vieille
- 1977 : La Java de Broadway
- 1978 : Je vole
- 1979 : Verdun
- 1980 : Victoria
- 1981 : Les Lacs du Connemara
- 1982 : Il était là
- 1983 : Vladimir Ilitch
- 1984 : Io Domenico
- 1985 : Chanteur de jazz
- 1987 : Musulmanes
- 1988 : Le Successeur
- 1989 : Sardou 66
- 1990 : Le Privilège
- 1992 : Le Bac G
- 1994 : Selon que vous serez, etc., etc.
- 1997 : Salut
- 2000 : Français
- 2004 : Du plaisir
- 2006 : Hors format
- 2010 : Être une femme 2010
- 2017 : Le Choix du fou

### Albums live
- 1971 : Olympia 71
- 1975 : Olympia 75
- 1976 : Olympia 76
- 1978 : Palais des congrès 78
- 1981 : Palais des congrès 81
- 1983 : Vivant 83
- 1985 : Concert 85
- 1987 : Concert 87
- 1989 : Bercy 89
- 1991 : Bercy 91
- 1993 : Bercy 93
- 1995 : Olympia 95
- 1998 : Bercy 98
- 2001 : Bercy 2001
- 2005 : Live 2005 au Palais des sports
- 2007 : Zénith 2007
- 2011 : Confidences et retrouvailles - Live 2011
- 2013 : Live 2013 - Les Grands Moments à l'Olympia
- 2018 : La Dernière Danse
- 2024 : Je me souviens d'un adieu (Amiens 2023)
- 2024 : Je me souviens d'un adieu à la Défense Arena

## Filmographie

### Cinéma
- 1955 : Quatre jours à Paris d'André Berthomieu[réf. souhaitée]
- 1957 : Le Chômeur de Clochemerle de Jean Boyer : un enfant sur un manège[179]
- 1965 : Le Lit à deux places de Jean Delannoy : le télégraphiste[180]
- 1966 : Paris brûle-t-il ? de René Clément : un jeune résistant[181]
- 1982 : L'Été de nos quinze ans de Marcel Jullian : Bernard
- 1987 : Cross de Philippe Setbon : Thomas Crosky, dit Cross
- 1990 : Promotion canapé de Didier Kaminka : Bernard

### Télévision
- 1993 : L'Irlandaise de José Giovanni : Régis Cassani
- 2003 : Le Prix de l'honneur de Gérard Marx : le colonel Christian Legoff

## Théâtre

### Pièces

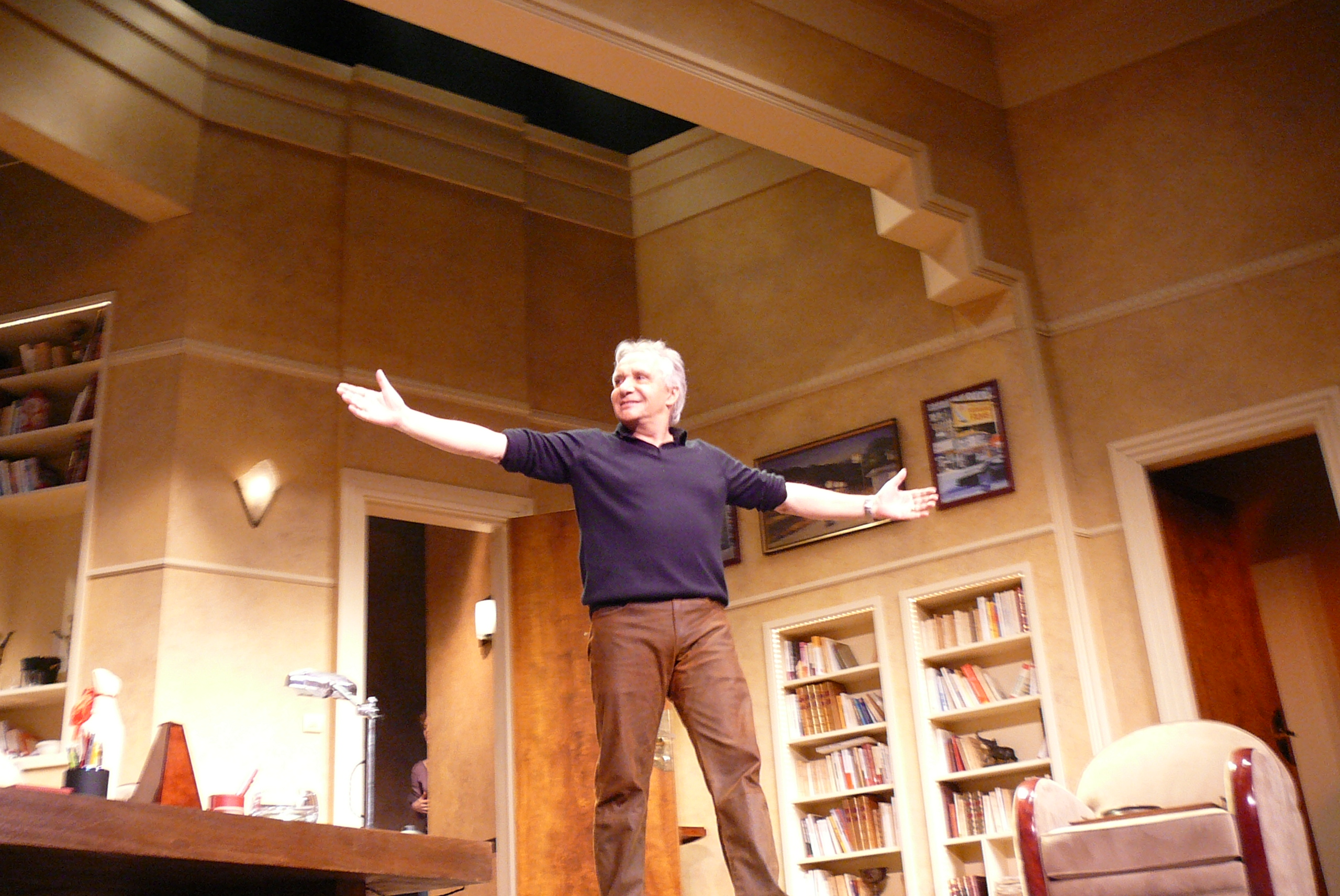
Michel Sardou en 2008 dans Secret de famille au Théâtre des Variétés.

- 1996 : Bagatelle(s) de Noël Coward, mis en scène par Pierre Mondy, théâtre de Paris, avec Natacha Amal, Philippe Khorsand, Frédéric Diefenthal.
- 1999 : Comédie privée de Neil Simon, mis en scène par Adrian Brine, théâtre du Gymnase Marie-Bell, avec Marie-Anne Chazel.
- 2001 – 2002 : L'Homme en question de Félicien Marceau, mis en scène par Jean-Luc Tardieu, théâtre de la Porte-Saint-Martin, tournée, avec Brigitte Fossey, Davy Sardou.
- 2008 – 2009 : Secret de famille d'Éric Assous, mis en scène par Jean-Luc Moreau, avec Davy Sardou, Laurent Spielvogel, Mathilde Penin, Élisa Servier et Rita Brantalou. La pièce est jouée à Paris au Théâtre des Variétés, puis en tournée en province avec une distribution légèrement modifiée (Chloé Berthier remplaçant Mathilde Penin).
- 2014 : Si on recommençait d'Éric-Emmanuel Schmitt, mis en scène par Steve Suissa, Comédie des Champs-Élysées, avec Félix Beaupérin, Dounia Coesens, Florence Coste, Katia Miran et Françoise Bertin[182]. Le 30 septembre 2014, après trois jours de représentation, Françoise Bertin est hospitalisée dans la nuit. Quelques représentations, dans les jours suivants, sont annulées[183]. Un mois plus tard, le 26 octobre 2014, elle décède[184]. Depuis son hospitalisation, elle est remplacée par la comédienne Anna Gaylor.
- 2015 – 2016 : Représailles d'Éric Assous, mis en scène par Anne Bourgeois, au Théâtre de la Michodière, avec Marie-Anne Chazel[185], Laurent Spielvogel, Caroline Bal, Emma Gamet, Térésa Ovidio, Valérie Vogt et Michaël Rozen.
- 2019 – 2020 : N'écoutez pas, mesdames ! de Sacha Guitry, mis en scène par Nicolas Briançon, au Théâtre de la Michodière, avec  Nicole Croisille[186], Carole Richert, Lisa Martino, Patrick Raynal, Michel Dussarat, Éric Laugérias, Laurent Spielvogel et Dorothée Deblaton.

### Directeur de théâtre
Le 1er juin 2001, il achète le théâtre de la Porte-Saint-Martin et en prend la direction, où fut créée la célèbre pièce d'Edmond Rostand Cyrano de Bergerac en 1897, avec son producteur de spectacle Jean-Claude Camus. En 2003, il décide de revendre ses parts à son associé, qui lui, ne veut pas quitter les lieux.

## Distinctions

### Décorations officielles
- Commandeur de la Légion d'honneur (2020), décoré par Roselyne Bachelot[189],[190]
  -  Officier de la Légion d'honneur (2001), décoré par Jacques Chirac[191],[192]
  -  Chevalier de la Légion d'honneur (1993), décoré par François Mitterrand, qui entend célébrer le « talent d'un grand artiste », avant de citer les chansons Les Ricains, Un enfant, La Maladie d'amour et Musulmanes[193]
- Grand officier de l'ordre national du Mérite (2023)[194]
  -  Officier de l'ordre national du Mérite (1996)[195]
  -  Chevalier de l'ordre national du Mérite (1988)[196]
- Chevalier de l'ordre des Arts et des Lettres (1985), décoré par François Mitterrand[197]
- Officier de l'ordre de la Couronne de Belgique (2005), décoré par le ministre de la Coopération et du Développement Armand De Decker[67]

### Victoires de la musique
- 1987 : Victoire de la chanson originale pour Musulmanes
- 1990 : Victoire du plus grand nombre de spectateurs au terme d'une même tournée (environ 780 000 spectateurs)
- 1991 : Victoire de l'artiste interprète masculin pour l'année 1990 (album Le Privilège et tournée qui s'ensuit)
- 1994 : Victoire du plus grand nombre de spectateurs au terme d'une même tournée (environ 720 000 spectateurs)[198]
- 1999 : Victoire du plus grand nombre de spectateurs au terme d'une même tournée (environ 580 000 spectateurs)

### Autres distinctions
- 1970 : Prix Vincent-Scotto pour Les Bals populaires[199]
- 1970 : Grand prix Sacem pour Les Bals populaires[200].
- 1971 : Prix de l'Académie Charles-Cros pour l'album J'habite en France[201]
- 1982 : Chevalier du Tastevin[réf. nécessaire]
- 2001 : Grande médaille de la chanson française remise par l'Académie française[202]
- 2009 : Insignes de colonel au titre de la réserve citoyenne de l'Armée de l'air, reçus en même temps que Michel Drucker des mains du chef d'état-major de l'Armée de l'air Jean-Paul Paloméros[203],[204]
- Michel Sardou reçoit également le titre de commandeur du Croissant d'or de la part de la Grande Mosquée de Paris[140],[205],[206] pour avoir écrit la chanson Musulmanes (1986), chantée, selon Sardou, « pour rendre hommage aux femmes arabes ». Et le chanteur d'ajouter : « Les arabes ont une culture extraordinaire : ils nous ont apporté la philosophie, le commerce et l'algèbre […] »[206]

## Hommages dans la culture

### La Famille Bélier(2014)

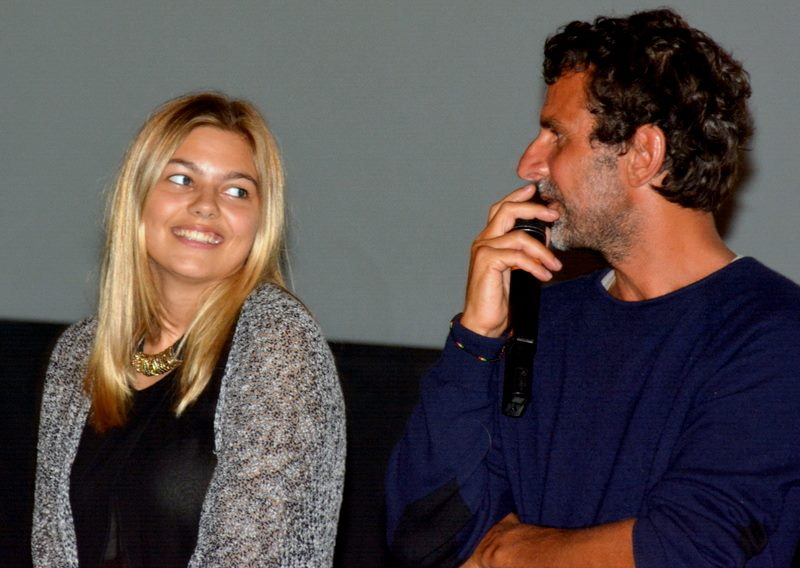
Louane et Éric Lartigau à une avant-première de La Famille Bélier en 2014. Avec son interprétation, Louane donne à la chanson Je vole une seconde vie, notamment auprès de la jeune génération.

En décembre 2014, sort dans les salles de cinéma le film d'Éric Lartigau La Famille Bélier, dont la bande-originale est significativement composée de titres provenant du répertoire de Michel Sardou. En particulier, la chanson Je vole est revisitée et interprétée par la chanteuse Louane, l'actrice principale, et devient la chanson-thème du film. Selon la scénariste Victoria Bedos, ce titre a été au fondement du scénario.
Le film rend hommage à l'œuvre du chanteur avec le personnage du professeur de musique, interprété par Éric Elmosnino, qui déclare que « Michel Sardou est à la variété française ce que Mozart est à la musique classique : intemporel ».
Sardou affirme que le film lui a permis de toucher une nouvelle génération et d'ainsi rajeunir son public.

### Comédie musicaleJe vais t'aimer(2021)
En 2021, la comédie musicale juke-box intitulée Je vais t'aimer, qui reprend des chansons issues du répertoire de Michel Sardou, est créée au Zénith de Lille par Frank Montel et produite par Roberto Ciurleo, pour être ensuite programmée dans une tournée nationale.
Le livret, réalisé par Serge Denoncourt, est entièrement fondé sur le répertoire de Michel Sardou. Au total, vingt-sept titres de Sardou sont repris : Les Ricains, J'habite en France, Les Bals populaires, La Maladie d'amour, Les Vieux Mariés, Une fille aux yeux clairs, Le France, Un accident, J'accuse, Je vais t'aimer, La Java de Broadway, Mon fils, En chantant, Je vole, Je ne suis pas mort, je dors, Être une femme, Les Lacs du Connemara, Je viens du sud, Afrique adieu, Chanteur de jazz, Parce que c'était lui, parce que c'était moi, Musulmanes, Parlons de toi, de moi, Le Privilège, S'enfuir et après et La Rivière de notre enfance.

### Parodies et imitations
Le contenu des chansons de Michel Sardou et sa notoriété dans le paysage musical français lui valent régulièrement d'être imité et parodié, notamment à partir des années 2000.
À la fin des années 2010, Nicolas Canteloup l'imite régulièrement sur les ondes d'Europe 1. Ces imitations ne plaisent pas au chanteur, qui lui répond dans une vidéo.
Plus féroce est la parodie proposée par l'équipe de Groland. Sous les traits d'un personnage baptisé « Michel Sardouille », l'équipe de comiques détourne les airs les plus connus du chanteur pour lui faire chanter des paroles très conservatrices sur des thèmes de société de surcroît très polémiques,.